# Lijst van afleveringen van Pretty Little Liars
Hier volgt een afleveringenlijst van de televisieserie Pretty Little Liars. De eerste aflevering werd uitgezonden op 8 juni 2010 in de Verenigde Staten.

## Overzicht
| Seizoen | Afleveringen | Seizoendata  | Seizoendata   | Verschijningsdatum dvd | Verschijningsdatum dvd | Verschijningsdatum dvd |
| Seizoen | Afleveringen | Première     | Einde         | Regio 1                | Regio 2                | Regio 4                |
| ------- | ------------ | ------------ | ------------- | ---------------------- | ---------------------- | ---------------------- |
| 1       | 22           | 8 juni 2010  | 21 maart 2011 | 7 juni 2011            | -                      | 2 november 2011        |
| 2       | 25           | 14 juni 2011 | 19 maart 2012 | 5 juni 2012            | -                      | 5 september 2012       |
| 3       | 24           | 5 juni 2012  | 19 maart 2013 | -                      | -                      | -                      |
| 4       | 24           | 11 juni 2013 | maart 2014    | -                      | -                      | -                      |
| 5       | 25           | 10 juni 2014 | maart 2015    | -                      | -                      | -                      |
| 6       | 20           | 2 juni 2015  | 2016          | -                      | -                      | -                      |
| 7       | 20           | 21 juni 2016 | 27 juni 2017  | -                      | -                      | -                      |

## Afleveringen

### Seizoen 1
| Nr. | Titel                                         | Regisseur           | Schrijver(s)                         | Uitzenddatum Verenigde Staten |  |
| --- | --------------------------------------------- | ------------------- | ------------------------------------ | ----------------------------- |  |
| 1 (1-01) | Pilot                                         | Lesli Linka Glatter | I. Marlene King                      | 8 juni 2010                   |  |
| Vier zestienjarige meisjes geloven dat hun geheimen voor altijd veilig zijn nadat hun beste vriendin Alison plotseling verdwenen is. Totdat ze een berichtje krijgen van iemand die zichzelf A noemt. |                                               |                     |                                      |                               |  |
| 2 (1-02) | The Jenna Thing                               | Liz Friedlander     | I. Marlene King                      | 15 juni 2010                  |  |
| Nu Jenna Marshall terug is in Rosewood, zijn Aria, Spencer, Emily en Hanna gedwongen om terug te kijken op een zwarte vlek in hun verleden. Bij de Rosewood politie rijzen steeds meer vragen over Alisons dood. |                                               |                     |                                      |                               |  |
| 3 (1-03) | To Kill a Mocking Girl                        | Elodie Keene        | Oliver Goldstick                     | 22 juni 2010                  |  |
| Oude en nieuwe relaties worden op de proef gesteld terwijl de Liars dealen met Ali's dood. Kunnen zij hun verleden achter zich laten, nu A hen volgt bij elke stap die ze nemen? |                                               |                     |                                      |                               |  |
| 4 (1-04) | Can You Hear Me Now?                          | Norman Buckley      | Joseph Dougherty                     | 29 juni 2010                  |  |
| De meisjes blokkeren alle sms'jes en e-mails van onbekenden om contact met "A" te vermijden, maar hun problemen zijn nog lang niet voorbij. "A" vindt manieren via cadeautjes en vreemde bezoekjes om hen te teisteren. Hanna ontmoet haar vader na een tijdje en komt erachter dat hij een verloofde heeft. Aria probeert te vertellen aan haar moeder dat haar vader vreemdging voordat ze naar IJsland gingen. Emily is nog steeds verward over Toby en haar kus met Maya. Spencers essay (dat ze van Melissa had gekopieerd), wordt opgenomen in een wedstrijd, en ze is nog steeds verward over Wren. Spencer arriveert thuis samen met Hanna en ze zien dat "A" in haar huis is geweest en een boodschap op de spiegel heeft achtergelaten. |                                               |                     |                                      |                               |  |
| 5 (1-05) | Reality Bites Me                              | Wendey Stanzler     | Bryan M. Holdman                     | 6 juli 2010                   |  |
| Aria vergeet haar telefoon in Ezra's appartement, en nadat hij een bericht van "A" gelezen heeft, besluit hij het uit te maken met haar in plaats van risico te nemen. Emily verbergt haar vriendschap met Toby omdat de meiden hem niet vertrouwen, wat hem kwetst. Hanna neemt een baantje bij de tandartskliniek en ziet Jenna met dezelfde lippenstift als op haar spiegel. Aria's gezin lijdt intussen onder het uitkomen van Byrons affaire. |                                               |                     |                                      |                               |  |
| 6 (1-06) | There's No Place Like Homecoming              | Norman Buckley      | Maya Goldsmith                       | 13 juli 2010                  |  |
| Emily accepteert het aanbod van Toby om naar het schoolbal te gaan, terwijl Hanna vermoedt dat ze liever met Maya gaat. Spencer gaat naar het schoolbal met Alex, maar zal alles gaan zoals ze wil? Hanna gaat met Sean mee naar een bijeenkomst van "Ware liefde wacht", en ontmoet Lucas. Aria heeft het moeilijk door haar breuk met Ezra en de spanning tussen haar ouders. Spencer vraagt Hanna om Jenna's psychotherapeutische rapport uit de kliniek te stelen, waardoor iets onverwachts gebeurt. |                                               |                     |                                      |                               |  |
| 7 (1-07) | The Homecoming Hangover                       | Chris Grismer       | Tamar Laddy                          | 20 juli 2010                  |  |
| Aria's broer Mike heeft het moeilijk na de scheiding van zijn ouders en vecht op school. Emily gaat daten met Maya. Het is weer aan tussen Sean en Hanna, maar Hanna toont meer interesse voor Lucas. "A" stuurt een bericht dat de meiden laat denken dat Toby dood is. Spencer en Alex kunnen het steeds beter met elkaar vinden. Sara Shepard, schrijver van de Pretty Little Liars boekenserie heeft een gastrol als substituutleraar op Rosewood High School. |                                               |                     |                                      |                               |  |
| 8 (1-08) | Please, Do Talk About Me When I'm Gone        | Arlene Sanford      | Joseph Dougherty                     | 27 juli 2010                  |  |
| Er komen nieuwe aanwijzingen over de nacht dat Alison verdween doordat Spencer praat met Jason, Alisons broer. Aria gaat daten met Noel Kahn en Emily en Maya groeien dichter naar elkaar toe. Als gevolg van financiële problemen van de familie Marin, wordt Hanna's creditcard geweigerd dus ze besluit om oude kleren via e-Bay te verkopen met behulp van Lucas. Iedereen bereidt zich voor op de herdenkingsdienst van Alison, wat voor nogal wat stress zorgt. Alisons broer Jason maakt het ze er niet makkelijker op. De paniek slaat toe bij de Pretty Little Liars als ze erachter komen dat Jenna ook een toespraak houdt op de herdenkingsdienst, deze blijkt gelukkig alleen maar positief te zijn. Diezelfde nacht brengt iemand een bezoek aan de aan herdenkingsplek voor Alison en vernietigt die. |                                               |                     |                                      |                               |  |
| 9 (1-09) | The Perfect Storm                             | Jamie Babbit        | Oliver Goldstick                     | 3 augustus 2010               |  |
| Terwijl iedereen zich voorbereidt voor de toets op Rosewood High breekt er een zware storm uit die ervoor zorgt dat iedereen op school moet blijven tot de storm is gaan liggen. Tijdens het verblijf komen er een aantal dingen aan het licht; Emily onthult een geheim wanneer ze ervan verdacht wordt Alison vermoord te hebben, en net wanneer het goed gaat tussen Aria en Noel komt Ezra terug. Op het einde van de aflevering wil Lucas iets vertellen aan Hanna. Zijn schoenen zijn vuil en modderig, wat suggereert dat hij bij Alisons herdenkingsplek was. |                                               |                     |                                      |                               |  |
| 10 (1-10) | Keep Your Friends Close                       | Ron Lagomarsino     | I. Marlene King                      | 10 augustus 2010              |  |
| Volgens de FBI heeft Toby Alison vermoord. Toby wil zijn kant van het verhaal vertellen aan Emily, maar ze ontwijkt hem. Emily's vader is terug, maar Emily's moeder krijgt post van "A": de foto waarop Emily en Maya aan het zoenen zijn. Aria voelt zich verdeeld tussen Noel en Ezra. Hanna is als enige niet uitgenodigd op het feestje van Mona. Spencer kan niet meer tegen de ruzie met Melissa en vraagt of ze er geen punt achter kunnen zetten. Wanneer Ezra zijn gevoelens voor Aria uit in de auto vlak bij Mona's feest, valt ze weer voor hem en ze zoenen. Hanna ziet hen, en ziet ook dat iemand iets op de achterruit van de auto schrijft. Nu weet ze wie "A" is, maar voordat ze dit kan vertellen aan de anderen wordt ze overreden door een auto. |                                               |                     |                                      |                               |  |
| 11 (1-11) | Moments Later                                 | Norman Buckley      | Joseph Dougherty                     | 3 januari 2011                |  |
| Hanna's moeder heeft veel geld van een klant geleend zonder dat deze het weet. Hanna vertelt in het ziekenhuis aan haar vriendinnen dat Noel Kahn "A" is, omdat hij "Ik zie jullie" schreef op Ezra's auto. Toch twijfelen de Liars of "A" en Ali's moordenaar wel dezelfde persoon zijn. Intussen zijn Melissa en Ian in het geheim getrouwd, en A heeft letterlijk zijn sporen achter gelaten op het gips van Hanna; "Sorry dat ik mijn zelfbeheersing verloor. -A". Emily komt uit de kast naar haar ouders, maar haar moeder heeft het daar erg moeilijk mee. |                                               |                     |                                      |                               |  |
| 12 (1-12) | Salt Meets Wound                              | Norman Buckley      | Oliver Goldstick                     | 10 januari 2011               |  |
| Hanna komt erachter wat haar moeder heeft gedaan. Mona geeft een surpriseparty bij Hanna thuis en "A" weet op de één of andere manier Ashleys gestolen geld mee te nemen. Noel chanteert Ezra met zijn relatie met Aria en probeert zo hogere cijfers te krijgen. Jenna vertelt aan Toby dat zij de politie had gebeld om hem dicht bij haar te houden. Maya komt eten bij Emily thuis, maar haar moeder worstelt nog steeds met de situatie. Lucas was degene die de herdenkingsplek van Alison heeft vernield. |                                               |                     |                                      |                               |  |
| 13 (1-13) | Know Your Frenemies                           | Ron Lagomarsino     | I. Marlene King                      | 17 januari 2011               |  |
| Toby komt weer terug naar school, maar dit is allesbehalve makkelijk voor hem. Spencer komt erachter dat Melissa zwanger probeert te worden. Emily's moeder vindt wiet in Maya's tas en vertelt haar ouders dit. Maya wordt naar een heropvoedingskamp gestuurd. De relatie van Aria en Ezra dreigt stuk te gaan door Noel, maar vreemd genoeg weet "A" hun relatie te redden en Ezra kan zijn baan behouden. Hanna weet stukje bij beetje het geld van "A" terug te krijgen, maar hier moet ze een hoge prijs voor betalen. Spencer krijgt een filmpje waarop Ali te zien is op de nacht van haar verdwijning. Ze flirt met een jongen; het blijkt Ian te zijn. De camera valt op de grond en er zijn wurggeluiden te horen. Het lijkt erop dat Ian Alison heeft vermoord. |                                               |                     |                                      |                               |  |
| 14 (1-14) | Careful What U Wish 4                         | Norman Buckley      | Tamar Laddy                          | 24 januari 2011               |  |
| De laptop van Spencer is verdwenen en de meisjes verdenken Ian. Op school wordt een dansmarathon gehouden. Aria is jaloers als het lijkt dat Ezra en Simone, haar oude oppas, een klik hebben. "A" laat Hanna een spelletje spelen met Lucas om het geld terug te krijgen, wat zijn hart breekt. Emily schakelt de hulp van de nieuwe bad boy op school in (Caleb Rivers), om naar Maya te kunnen bellen. Ze krijgt haar niet te spreken en gaat twijfelen aan Maya's toewijding aan haar. Aria's ouders praten weer met elkaar en dansen zelfs op het evenement. Wanneer Spencer haar laptop terugvindt is het filmpje gewist. Er staat nu een foto op van Alison met een vreemde schaduw achter zich, de nacht dat ze verdween. |                                               |                     |                                      |                               |  |
| 15 (1-15) | If at First You Don't Succeed, Lie, Lie Again | Ron Lagomarsino     | Maya Goldsmith                       | 31 januari 2011               |  |
| Aria en Ezra gaan naar een museum buiten Rosewood zodat ze ongestoord samen kunnen zijn. Aria's moeder gaat daar ook naartoe (een val die Hanna moest opzetten van "A" om het geld terug te krijgen) en wordt afgezet door Aria's vader. In de auto zoenen ze. Hanna's moeder heeft een uitzonderlijke afspraak met de eigenares van het "geleende" geld maar die blijkt dood te zijn gegaan aan een hartaanval. Caleb heeft de auto van Aria's moeder gesaboteerd gemaakt om Hanna te helpen haar fout ongedaan te maken, maar hij wil van haar geen geld aannemen. De schaduw op Alisons foto blijkt Spencer te zijn. |                                               |                     |                                      |                               |  |
| 16 (1-16) | Je Suis Une Amie                              | Chris Grismer       | Bryan M. Holdman                     | 7 februari 2011               |  |
| Aria komt te weten waarom haar moeder naar het museum ging en haar had kunnen betrappen met Ezra. Spencer wil Toby bijles geven, maar hij geeft het Franse boek al snel terug met een mysterieuze boodschap. Hanna en Aria betrappen Aria's ouders in de schoolbibliotheek. Later komen ze erachter dat Caleb van de school zijn huis heeft gemaakt. Hanna en Caleb groeien dichter naar elkaar toe. Emily wint de zwemwedstrijd en Paige verontschuldigt zich. |                                               |                     |                                      |                               |  |
| 17 (1-17) | The New Normal                                | Michael Grossman    | Joseph Dougherty                     | 14 februari 2011              |  |
| Een erfgenaam van Mevr. Potter daagt op om het kluisje leeg te maken. Hanna en haar moeder maken zich zorgen en Hanna komt erachter dat de man niet is wie hij zegt te zijn. Spencer geeft Toby een lift nadat hij gehoord heeft dat hij vrij is en de enkelband af mag. Met zijn hulp heeft Spencer de braille ontcijferd. Aria's vader is jaloers omdat hij denkt dat Ezra en zijn vrouw een date gaan hebben en vindt het moeilijk beleefd te blijven tegen Ezra. Emily's moeder komt voor haar op tegen de vader van Paige en Paige kust Emily op de parkeerplaats. Caleb leeft voorlopig in de kelder van Hanna's huis. |                                               |                     |                                      |                               |  |
| 18 (1-18) | The Badass Seed                               | Paul Lazarus        | Oliver Goldstick & Francesca Rollins | 21 februari 2011              |  |
| Hanna kruipt bij Caleb in de douche om te voorkomen dat Caleb ontdekt wordt. Emily gaat praten met Toby. Aria is nogal familiair met Ezra op een toneelbespreking en Ezra gaat naar een café met Aria's vader om dingen te sussen. Na een toneeloefening vindt Spencer een bebloede golftrofee tussen haar spullen. De meisjes brengen het dit keer direct naar de politie, maar die weten achteraf te vertellen dat het vals is en dat het bloed van een rat komt. Via flashbacks wordt er een ongeluk tijdens een collegefeestje getoond. |                                               |                     |                                      |                               |  |
| 19 (1-19) | A Person of Interest                          | Ron Lagomarsino     | I. Marlene King & Jonell Lennon      | 28 februari 2011              |  |
| Garrett, de vroegere buurjongen van Emily, werkt nu bij de politie. De spotlights staan op de Pretty Little Liars en de politie heeft heel wat vragen; vooral aan Spencer die Ian van de moord op Ali beschuldigt. Spencer komt erachter dat Jenna kamer 214 heeft in het motel waar ze Toby heeft afgezet. Toby en Spencer glippen de kamer binnen om te kijken wat er in de zak zat die Ian aan Jenna gaf. Paige haalt Emily over om karaoke te zingen. Hanna's moeder gooit Caleb eruit maar vraagt hem even later zelf om terug te komen en in de logeerkamer te slapen. Aria vertelt Ezra over de avond dat Jenna blind werd. Toby en Spencer zoenen, en Hanna en Caleb hebben seks. |                                               |                     |                                      |                               |  |
| 20 (1-20) | Someone to Watch Over Me                      | Arlene Sanford      | Joseph Dougherty                     | 7 maart 2011                  |  |
| Paige zit in de knoop met zichzelf en gaat uit met Sean; wat Emily ook verwart. Caleb blijkt contact te hebben met Jenna; hij spioneert voor haar en Hanna gooit hem uit huis. Later op school slaat ze Jenna in het gezicht. Aria's ouders ruziën over Aria's mysterieuze vriendje. Spencers huis wordt doorzocht omdat ze samen is met Toby. Spencers moeder heeft ervoor gezorgd dat de huiszoeking ongedaan wordt gemaakt, omdat ze gelooft in haar onschuld. Paige accepteert dat ze lesbisch is. |                                               |                     |                                      |                               |  |
| 21 (1-21) | Monsters in the End                           | Chris Grismer       | Oliver Goldstick                     | 14 maart 2011                 |  |
| Emily wil niet langer Paiges geheimpje zijn en zegt hun nieuwe date af. Caleb probeert Hanna te bereiken met een brief, maar Mona zorgt ervoor dat ze hem niet krijgt. Caleb vertrekt naar Arizona. Emily vindt de mysterieuze sleutel waar Jenna naar op zoek was in glazen sneeuwbol die ze van Alison heeft gekregen. Spencer mag van haar moeder niet met Toby omgaan, maar ze doet het toch nadat iemand haar heeft opgesloten in het spookhuis en Ian haar redt. Aria komt te weten dat Ezra verloofd is geweest met ene Jackie Molina. Juist nadat Aria het appartement van Ezra verlaten heeft, komt agent Garett aanbellen en confronteert Ezra ermee dat het erop lijkt dat hij een relatie met Aria heeft. De sleutel die Emily vond leidt naar een opslagruimte waar ze een usb-stick vinden. Er staan allemaal stalker filmpjes op van Alison, Emily, Aria, Spencer en Hanna. Iemand heeft hen bespioneerd.                                           |                                               |                     |                                      |                               |  |
| 22 (1-22) | For Whom the Bell Tolls                       | Lesli Linka Glatter | I. Marlene King                      | 21 maart 2011                 |  |
| Mona's bedrog komt uit en Hanna wil weten waar Caleb is. De meisjes maken anoniem een afspraak met Ian over de filmpjes, maar de man met het geld blijkt niet Ian te zijn. Emily's vader vraagt zijn gezin naar Texas te verhuizen. Jackie (de ex van Ezra) daagt plotseling op. Jenna blijkt gechanteerd te zijn door Alison en heeft een relatie met Garrett. Spencer en Melissa worden in de auto aangereden; de zwangere Melissa moet naar het ziekenhuis en als Spencer naar de kerk gaat om Melissa's telefoon te zoeken wordt ze door Ian aangevallen. Ze worstelen op de trappen in de kerktoren, totdat een in zwart gehuld persoon Spencer helpt en Ian over de balustrade valt. Hij hangt met een touw om zijn nek in de toren. Wanneer de politie arriveert is Ian echter spoorloos verdwenen en Spencers verhaal wordt in twijfel getrokken. De Liars ontvangen een sms: "Het stopt niet totdat ik het zeg. Slaap lekker nu het nog kan, bitches. -A" |                                               |                     |                                      |                               |  |

### Seizoen 2
| Nr. | Titel                                  | Regisseur           | Schrijver(s)                         | Uitzenddatum Verenigde Staten |  |
| --- | -------------------------------------- | ------------------- | ------------------------------------ | ----------------------------- |  |
| 23 (2-01) | It's Alive                             | Ron Lagomarsino     | I. Marlene King                      | 14 juni 2011                  |  |
| Caleb is met behulp van Lucas teruggekomen voor Hanna, maar zij stuurt hem weer weg. Wel confronteert ze Mona met het weggooien van Calebs brief, maar vertrekt wanneer ze ziet dat Mona en Noel Kahn daten. Aria en Ezra gaan door een dal wanneer hij toegeeft dat hij nog verliefd was op Jackie. Wanneer Aria zijn appartement verlaat, krijgt ze een sms van "A" met een foto van Ezra's interieur en de vraag: "Wat ontbreekt er?" De meisjes moeten naar een psychologe, Dr. Sullivan, maar hebben er niet veel zin in. Juist als ze het verhaal van "A" willen vertellen zien ze dat "A" daar het ontbrekende item van Ezra heeft gelegd en durven ze niet meer. Dr. Sullivan adviseert hun ouders dat de meiden elkaar voorlopig even niet moeten zien. Spencer en Melissa leggen voorlopig hun geschillen bij, en Spencer komt erachter dat Melissa nog contact met Ian heeft. Hij leeft dus nog. "A" komt op huisbezoek bij Emily en wist haar harde schijf. |                                        |                     |                                      |                               |  |
| 24 (2-02) | The Goodbye Look                       | Norman Buckley      | Joseph Dougherty                     | 21 juni 2011                  |  |
| Overal in Rosewood worden kampeerspullen gestolen. Emily krijgt te horen dat ze in aanmerking komt voor een schoolbeurs van Danby waardoor ze misschien in Rosewood kan blijven in plaats van mee naar Texas te moeten. Jason DiLaurentis is terug in Rosewood en gedraagt zich verdacht. Hanna's vader is in Rosewood, maar Hanna vertrouwt hem niet meer sinds hij zijn nieuwe familie heeft. Mona vraagt Aria om advies wanneer ze het goed wil maken met Hanna, maar Aria legt uit dat ze elkaar voorlopig niet mogen zien, dus dat Mona het zelf moet uitzoeken. Mona vraagt haar ook om een afscheidscadeau voor Ezra te halen nu hij naar een nieuwe school gaat, omdat zij hem goed kent "van het toneelstuk". Spencer vermoedt nog steeds dat Melissa stiekem contact met Ian heeft en Emily en Samara gaan samen uit. Toby heeft een nieuwe baan in de bouw, maar wordt de eerste dag al ontslagen door zijn slechte reputatie. |                                        |                     |                                      |                               |  |
| 25 (2-03) | My Name Is Trouble                     | Elodie Keene        | Oliver Goldstick                     | 28 juni 2011                  |  |
| Melissa raakt helemaal in paniek wanneer ze haar trouwring kwijtraakt maar Spencer vindt hem terug. Aria doet een cursus pottenbakken maar Jenna blijkt in haar klas te zitten. Hanna's vader is tijdelijk terug en Emily hoopt in Rosewood te kunnen blijven nu ze een nepbrief heeft geschreven dat ze toegelaten is tot Danby. Toby kan werken bij Jason om geld te verdienen voor een truck, maar Spencer vertrouwt Jason niet dus koopt ze de truck zelf zodat hij ergens anders aan de slag kan. Hanna probeert Lucas te koppelen met een nieuw meisje in de jaarboekredactie. Melissa haalt pijnstillers bij Wren; waarschijnlijk voor Ian. |                                        |                     |                                      |                               |  |
| 26 (2-04) | Blind Dates                            | Dean White          | Charlie Craig                        | 5 juli 2011                   |  |
| Spencer heeft de verlovingsring van haar zus verpand, maar als ze hem terug wil halen krijgt ze een hoefijzer in de plaats. Wanneer Hanna alleen een boekje over doet over Alison bij Dr. Sullivan, wordt diens spreekkamer overhoop gehaald door "A", die de boodschap achterlaat: "Nieuwsgierige bitches gaan dood". Hanna en Caleb helpen Lucas met zijn date door een dubbeldate te veinzen. Mike is niet helemaal eerlijk over zijn dagactiviteit. Spencer haalt Wren over haar naar Ians schuilplaats te leiden, en daar vinden ze Melissa die moord en brand gilt; Ian is dood met een pistool en een zelfmoordbrief in de hand, waarin hij de moord op Ali bekent. "A" heeft ongezien Ians telefoon in Spencers tas gedaan. |                                        |                     |                                      |                               |  |
| 27 (2-05) | The Devil You Know                     | Michael Grossman    | Maya Goldsmith                       | 12 juli 2011                  |  |
| Aria's broer Mike was degene die uit de huizen in Rosewood stal; hij wordt betrapt wanneer hij bij Jason inbreekt. Samara redt Emily's hachje als haar moeder doordrijft over de Danby-situatie. Wanneer Spencer bij Melissa is, gaat Ians telefoon af in haar tas, waardoor het lijkt alsof Spencer Melissa sms'te als Ian. De meisjes krijgen door dat Ian is vermoord door "A" en geen zelfmoord heeft gepleegd. Emily ontmoet Logan, de jongen die namens Ian de 10.000 dollar bracht. Hij zegt dat hij Ian nooit heeft gesproken en dat hij zijn opdracht telefonisch van een vrouw kreeg. Aria weet niet goed of ze er klaar voor is om haar relatie met Ezra openbaar te maken, wat nu kan omdat hij op een andere school werkt. Op Ians begrafenis vertelt Jason aan Aria dat hij dacht dat hij Alison zelf had vermoord, omdat hij zich niets herinnerde van die nacht, en wakker werd met een briefje waarop stond: "Ik weet wat je gedaan hebt." Na de begrafenis worden de Liars door "A" naar Ali's graf geleid, waar het filmpje afgespeeld wordt van Alison en Ian, maar met het vervolg erachteraan: Alison staat op na de vermoedelijke wurging en is dus niet vermoord door Ian. |                                        |                     |                                      |                               |  |
| 28 (2-06) | Never Letting Go                       | J. Miller Tobin     | Bryan M. Holdman                     | 19 juli 2011                  |  |
| Spencers vader is ongewoon gespannen over Jasons terugkeer en maakt ruzie over hem aan de telefoon met iemand. Hanna en Caleb groeien weer dichter naar elkaar toe. De moeder van Alison organiseert een modeshow en geeft de meiden daarvoor enkele jurken die van Alison waren. Tijdens de modeshow willen ze een herdenkingsmoment inlassen maar dit verloopt niet zoals gepland; Alisons foto verandert in een duivel en de tekst "De bitch is dood" komt op het scherm. Spencer trekt alle stekkers eruit en iedereen is ontzet. Jason brengt Aria thuis en lijkt interesse voor haar te hebben. De meiden krijgen de boodschap van "A": "Mijn jurken, mijn spelletje, mijn regels." |                                        |                     |                                      |                               |  |
| 29 (2-07) | Surface Tension                        | Norman Buckley      | Joseph Dougherty                     | 26 juli 2011                  |  |
| Emily logeert bij Hanna terwijl haar moeder in Texas is. Aria's ouder geven een feestje waarbij Aria Ezra en Jason tegelijk om zich heen heeft. De avond wordt wreed verstoord als Mike wordt opgepakt wegens inbraak. Toby vindt een kapotte hockeystick in de tuin van de Hastings die herinneringen oproept bij Spencer. Het voorwerp maakt haar vader duidelijk nerveus en hij gooit het in het vuur, zeggende dat het niets betekent. Ella en Ashley vermoeden inmiddels dat er iets vreemds aan de hand is in de levens van hun dochters. Aria vindt in Mikes kamer de theelichthouder van Jenna, maar Mike blijft volhouden dat hij die uit Garretts appartement heeft gestolen en niet bij Jenna. Aria beseft dat ze agent Garrett niet mogen vertrouwen, maar het is te laat; Spencer zit naast hem in de auto en bekent dat ze denkt dat Ian niet Alisons moordenaar is. In de laatste scène spuit "A" steroïden in Emily's lotion. |                                        |                     |                                      |                               |  |
| 30 (2-08) | Save The Date                          | Chris Grismer       | Matt Witten                          | 2 augustus 2011               |  |
| Emily wordt naar het ziekenhuis gebracht met een maagzweer en daar komt aan het licht dat er doping in haar lichaam zit. Spencer steelt Alisons dossier uit het lijkhuis om te kijken of de hockeystick erin voorkomt, en er blijkt een pagina te ontbreken. Jenna en Garrett worden met elkaar betrapt. Hanna merkt dat Caleb gevolgd wordt, wat niet zo vreemd is omdat hij veel louche zaakjes doet. Hij moet misschien Rosewood verlaten, en haar vader stuurt trouwkaarten de deur uit. Spencer ontdekt dat Alison levend begraven is omdat het autopsie rapport zegt dat er modder in haar longen zat. |                                        |                     |                                      |                               |  |
| 31 (2-09) | Picture This                           | Patrick Norris      | Jonell Lennon                        | 9 augustus 2011               |  |
| Spencer en Emily breken in in het tuinhuisje van Jason waar ze allemaal foto's van Aria vinden die genomen zijn terwijl ze slaapt, en allerlei spioneerspullen. "A" ruïneert Emily's relatie met Samara. Jason kust Aria, die zegt dat ze al een relatie heeft. Ze droomt echter veel over Jason wat haar schuldig doet voelen tegenover Ezra. De man die Caleb achtervolgde was een privédetective in opdracht van Calebs biologische moeder. Caleb gaat naar California om haar op te zoeken maar belooft Hanna om terug te komen. |                                        |                     |                                      |                               |  |
| 32 (2-10) | Touched by an A-ngel                   | Chad Lowe           | Charlie Craig & Maya Goldsmith       | 16 augustus 2011              |  |
| Aria vraagt Jason naar de foto's en hij vertelt dat hij ze vond in een doos die van Alison was en besloot ze te ontwikkelen. Spencer ontdekt een oud jaarboek van Ian bij het opruimen van zijn spullen, waaruit blijkt dat Ian, Jason en Garrett een "N.A.T. Club" hadden op school, wat uit het Latijn komt en betekent: "Wij zien alles." Ezra is alle geheimen zat en wil zijn relatie met Aria openbaar maken, te beginnen bij haar ouders. Aria twijfelt echter wanneer ze haar moeders reactie ziet als zij denkt dat Spencer iets met Ezra heeft. Hanna doet een poging om haar nieuwe stiefzus Kate te bevrienden. Jenna bezoekt Spencer en zegt dat ze moet stoppen met zoeken naar Ali's moordenaar sinds die al gevonden was, en komt erachter dat Spencer weet dat ze samen is met Garrett. Jenna vertelt vervolgens aan Jason en Garrett dat Spencer op de hoogte is van hun relatie. Emily wordt door "A" tot een breekpunt gedreven en wil alles vertellen aan Dr. Sullivan, maar "A" steekt daar een stokje voor. Aan het eind is te zien dat Dr. Sullivan een sessie heeft met "A". |                                        |                     |                                      |                               |  |
| 33 (2-11) | I Must Confess                         | Norman Buckley      | Oliver Goldstick                     | 23 augustus 2011              |  |
| De Liars besluiten dat de enige manier om Emily te redden is alles te vertellen aan Dr. Sullivan. Ze hebben een gezamenlijke sessie waarin ze haar alles vertellen over "A". Spencers vader is op een vreemde manier betrokken bij de DiLaurentis familie. Kate neemt wraak op Hanna en Emily maakt een afspraak met Maya. Dr. Sullivan bladert door haar mappen en beseft plotseling wie "A" is. Ze belt de Liars en zegt dat ze langs moeten komen, maar tegen de tijd dat ze er zijn is zij zelf spoorloos verdwenen en is er alleen een bericht van "A": "De dokter is er niet." |                                        |                     |                                      |                               |  |
| 34 (2-12) | Over my Dead body                      | Ron Lagomarsino     | I. Marlene King                      | 30 augustus 2011              |  |
| De Liars krijgen elk een taak van "A" om Dr. Sullivan te redden. Aria moet Jackie uit Rosewood krijgen door te bewijzen dat ze plagiaat heeft gepleegd, Spencer moet het uitmaken met Toby om hem tegen "A" te beschermen, Hanna moet haar vaders bruiloft stoppen door Isabel te vertellen over de kortstondige affaire van haar ouders en Emily moet "A" volgen waardoor ze eindigt in een gesloten garage met een auto waarvan de motor aan staat. Ze raakt bewusteloos en droomt over Ali. Ze vraagt haar wie "A" is, maar Alison zegt: "Twee kunnen pas een geheim bewaren wanneer een van hen dood is." Ze wordt door "A" uit de garage gesleurd en buiten neergelegd waar haar vriendinnen haar vinden. Naast haar ligt een schop met aanwijzingen naar Dr. Sullivans locatie in het bos. Ze denken dat ze levend begraven is en beginnen verwoed te graven, maar vinden alleen Dr. Sullivans laarzen. Dan zijn ze omsingeld door de politie en worden naar het bureau gebracht. Detective Wilden is terug en ondervraagt de Liars terwijl hij hen beschuldigt van moord. Jenna en Garrett blijken degenen te zijn die het briefje voor Jason schreven de nacht dat Alison verdween, en Garrett heeft de ontbrekende pagina van Ali's autopsierapport; hij geeft deze aan Jenna om te verbranden. We zien Dr. Sullivan aan een tafel in een restaurant zitten tegenover "A" terwijl ze zegt: "Ik heb alles gedaan wat je me gevraagd hebt", en met een walgend gezicht een envelop van "A" aanneemt. |                                        |                     |                                      |                               |  |
| 35 (2-13) | The First Secret                       | Dana W. Gonzales    | I. Marlene King                      | 9 oktober 2011                |  |
| Deze aflevering speelt zich af de Halloween voordat Alison verdween. Het blijkt dat Alison toen ook geheime sms'jes en berichten kreeg als "Ik kijk naar je" en "Nu ga ik je pijn doen". We zien hoe naar Alison Mona behandelde en hoe Aria achter haar vaders affaire kwam. Tijdens een Halloweenfeest bij Noel Kahn krijgen Aria, Spencer, Hanna en Emily een sms van Alison waarin staat: "Ik heb hulp nodig, kom alleen," met een adres van het spookhuis. Daar vinden ze Ali opgesloten en doodsbang voor de vreemde die haar ontvoerde en met een mes bedreigde. Ali gaat naar buiten om 911 te bellen maar wordt dan gegrepen door de gemaskerde onbekende met een mes en een worsteling volgt die de Liars alleen door het sleutelgat kunnen zien. Wanneer ze zichzelf eindelijk bevrijden zien ze een rustig glimlachende Alison in een schommelstoel zitten die zegt dat het één grote grap was om hun toewijding te testen; de vreemde was Noel en het bloed was ketchup. Wanneer Alison terug is op het feest en Noel tegenkomt, verontschuldigt hij zich echter dat hij er niet op tijd kon zijn. Alison krijgt een sms: "Doodnieuwsgierig wie ik ben? Je komt er wel achter. -A" |                                        |                     |                                      |                               |  |
| 36 (2-14) | Through Many Dangers, Toils and Snares | Norman Buckley      | Joseph Dougherty                     | 2 januari 2012                |  |
| Een maand na hun arrestatie proberen de Liars "A" in de val te lokken door te doen alsof ze ruzie hebben en hun groep uit elkaar valt. Hanna en Caleb zijn weer bij elkaar. Aria en Ezra maken hun liefdesrelatie openbaar naar Aria's ouders, die hier verre van gelukkig mee zijn. De meiden doen alsof ze iets van belang hebben dat van Alison was, en lokken "A" naar een kas om het te krijgen. "A" daagt op, in het zwart met een zwarte capuchon over zijn/haar gezicht maar wanneer "A" doorheeft dat het een truc was, weet hij/zij te ontsnappen. Hanna rijdt "A" aan met haar auto maar hij/zij ontsnapt; alleen verliest "A" zijn/haar telefoon. De Liars pakken hem op, en we zien dat "A", die erachter komt de telefoon kwijt te zijn, in woede zijn/haar auto een harde stomp geeft en het glas van het raam breekt. |                                        |                     |                                      |                               |  |
| 37 (2-15) | A Hot Piece of A                       | Michael Grossman    | Oliver Goldstick                     | 9 januari 2012                |  |
| Spencer vraagt Caleb te proberen "A"'s telefoon te kraken, wat Hanna zorgen baart. Ze wil een verrassingsfeestje organiseren voor hem en Spencer laat Hanna haar ouders huis aan het meer gebruiken. Emily werkt in een belhulpcenter en herkent Lucas aan de lijn die dingen zegt waardoor Emily denkt dat hij degene was in de kas gisteravond. Aria mag van haar ouders niets meer te maken hebben met Ezra en heeft huisarrest. Spencer en Hanna komen erachter dat "A" op de zolder in Spencers vakantiehuis is geweest. Emily krijgt weer een telefoontje in het hulpcentrum van Lucas, die dingen zegt als: "Ik wil haar niet pijn doen, maar vanavond moet ik mijn problemen oplossen. Het zal moeilijk te zijn haar kwijt te raken." Emily vreest voor Hanna's leven en haast zich naar het feest. Daar aangekomen horen ze van Mona dat Hanna en Lucas samen in een roeibootje op het meer zitten. Midden op het meer stopt Lucas met roeien en begint steeds agressiever naar Hanna te praten, wat haar bang maakt. Ze duwt hem overboord en wil terugroeien, maar een hand uit het water trekt haar het water in. Emily belt de politie terwijl Spencer Hanna's naam blijft roepen over het meer. Hanna bereikt zwemmend de wal, net wanneer Caleb arriveert. |                                        |                     |                                      |                               |  |
| 38 (2-16) | Let The Water Hold Me Down             | Chris Grismer       | Bryan M. Holdman                     | 16 januari 2012               |  |
| Aria gaat met Holden op een date in de hoop Ezra te kunnen zien. Mona probeert met Hanna te praten over haar breuk met Noel, maar deze heeft te veel aan haar hoofd en Mona wordt boos op Hanna omdat ze er nooit voor haar is. Spencer vindt een bon op haar zolder die van "A" schijnt te zijn en ze bezoekt het adres dat erop staat in Philly. Vlakbij ziet ze een blindeninstituut en gaat naar binnen. Jenna heeft daar gezeten nadat ze blind geworden was, en Spencer leest in het gastenboek dat Garrett Jenna heeft uitgecheckt de nacht dat Alison verdween. Spencer steelt het gastenboek van het jaar dat Jenna in het instituut zat. Maya vertelt Emily dat ze terwijl ze weg was iets had met een jongen, wat Emily niet leuk vindt. Aria en Holden blijken beiden dingen voor hun ouders te verbergen en gebruiken elkaar als dekmantel. Lucas breekt in Hanna's huis en vertelt haar dat hij nooit kwaad in de zin had, maar wanhopig was omdat hij Calebs geld was kwijtgeraakt. Hij wilde aan Hanna vragen om het Caleb te vertellen die avond op het meer, en reed daarna de hele omgeving af om zijn stripboeken te verkopen en zo het geld terug te krijgen. Wanneer de Liars chinees eten hebben besteld en hun bakjes openen, zitten er alleen maar levende wormen in, en een bericht van "A". Als laatste zien we dat "A" schroeven losdraait van een bouwstellage. |                                        |                     |                                      |                               |  |
| 39 (2-17) | The Blonde Leading The Blind           | Arlene Sanford      | Charlie Craig                        | 23 januari 2012               |  |
| Via Caleb hebben de Liars een filmpje van "A"'s telefoon gehaald. Hierop zien ze een bijeenkomst tussen Ian, Garrett en Jenna in Alisons slaapkamer de avond dat ze verdween. Spencer moet Toby of afstand houden en ook hij vermoedt dat er iets gaande is. De meiden vinden dreigbriefjes in Alisons poppen, en beseffen dat ook Alison door "A" werd geteisterd. Hanna wil niet dat Caleb nog meer bij "A" betrokken raakt en gooit de geheugenkaart van "A"'s telefoon in de blender, niet wetende dat Caleb back-ups heeft gemaakt. Toby valt van de bouwstellage die door "A" is losgeschroefd maar heeft alleen een gebroken arm. "A" laat Spencer weten dat als ze niet bij Toby uit de buurt blijft het de volgende keer slechter met hem afloopt. Ze laat Emily Toby vertellen dat ze hem niet meer kan zien en Toby eist vervolgens antwoorden van Wren. Aria en Ezra blijven elkaar ontmoeten in het geheim. Caleb wil weten wat er met Hanna aan de hand is terwijl hij verder werkt aan de bestanden van de telefoon en Spencer vertelt hem in grote lijnen hun problemen met "A", zonder dat Hanna het weet. De drie meiden kijken de rest van het filmpje en zien Ian en Garrett vechten als Ian roept: "We gaan eraan!" omdat ze iemand de trap op horen rennen. Er komt iemand binnen maar de film stopt voordat ze zien wie het is. |                                        |                     |                                      |                               |  |
| 40 (2-18) | A Kiss Before Lying                    | Wendey Stanzler     | Maya Goldsmith                       | 30 januari 2012               |  |
| Aria en Holden houden nog steeds de schijn op. Caleb vindt een foto van Alison met bruin haar onder het pseudoniem Vivian Darkbloom. Spencer komt erachter dat Ali onder die naam een opslagruimte had. Hanna krijgt van "A" te horen dat Caleb nog steeds met de telefoonbestanden bezig is en dat als hij niet stopt, "A" bekend zal maken wat haar moeder gedaan heeft. Hanna besluit Caleb zelf over het geld te vertellen in de hoop dat hij ophoudt. Intussen is Hanna's stiefzus Kate in Rosewood en gaat daar naar school. Ze is gemeen tegen Hanna en Spencer probeert Kate ermee op te laten houden. Emily's moeder bezoekt Rosewood en Emily hoopt haar en Maya opnieuw kennis te laten maken, beter dan de vorige keer. Maar Maya is verbitterd omdat Pam haar verraden had en maakt het diner erg ongemakkelijk. Ezra krijgt een baan ver weg aangeboden en komt erachter dat Byron dat geregeld heeft in de hoop hem bij Aria weg te krijgen. Al Hanna's telefooncontacten ontvangen een naaktfoto van Kate die woedend is, maar Hanna zweert dat zij het niet gedaan heeft. |                                        |                     |                                      |                               |  |
| 41 (2-19) | The Naked Truth                        | Elodie Keene        | Oliver Goldstick & Francesca Rollins | 6 februari 2012               |  |
| De school organiseert een schoolweekend waarin leerlingen mogen vertellen wat er op hun hart ligt en elkaar beter leren kennen. Spencer komt te weten dat Jason niet alleen Alisons broer is maar ook haar halfbroer na een affaire van haar vader met Jasons moeder. Aria maakt zich zorgen om wat Holden doet als hij zogenaamd met haar uit is. Hanna komt te weten dat Kate zelf de naaktfoto heeft rondgestuurd om Hanna zwart te maken. Mona probeert Emily terug in het zwemteam te helpen. Calebs laptop wordt gestolen door "A". |                                        |                     |                                      |                               |  |
| 42 (2-20) | CTRL: A                                | Ron Lagomarsino     | Joseph Dougherty & Lijah J. Barasz   | 13 februari 2012              |  |
| Calebs laptop wordt in beslag genomen op verdenking van stelen van schoolbestanden na een anoniem telefoontje naar de politie. Aria's vader krijgt een brief van "A" waar de locatie van de volgende date tussen Aria en Ezra op staat. Aria komt te weten dat Holden een hartprobleem heeft maar ondertussen een gevechtssport beoefent, wat zijn ouders niet mogen weten. Jason vertelt Spencer dat hij nog een doos van Alison heeft gevonden met liefdesbrieven van Spencers vader naar Jasons moeder, en 15.000 dollar. Spencer denkt dat Ali het geld heeft verkregen door haar vader te chanteren. Intussen hebben de Liars contact met iemand die informatie heeft over Vivian Darkbloom en vertelt dat hij voor haar te weten is gekomen wie haar anonieme berichten stuurde. Voor hij de meiden vertelt wie het is wil hij eerst 2000 dollar. Wilden vindt een foto van Emily, Spencer en Hanna in zusteruniform bij het mortuarium en verdenkt hen van het stelen van de ontbrekende autopsiepagina. Spencers vader vertelt haar over de affaire die hij had, maar ontkent ooit geld aan Alison of een andere DiLaurentis te hebben gegeven. Hanna weet net op tijd bestanden van Calebs computer te verwijderen die "A" geplant heeft, voordat Wilden en Garrett ze zien. |                                        |                     |                                      |                               |  |
| 43 (2-21) | Breaking The Code                      | Roger Kumble        | Jonell Lennon                        | 20 februari 2012              |  |
| De Liars geven Jonah de 2000 dollar, maar hij geeft hun geen informatie, alleen een adres. Ze zien later dat Garrett hen heeft gevolgd. Melissa is boos op haar ouders nu ze weet dat Jason haar halfbroer is. Mona vertelt Hanna dat ze mysterieuze berichten krijgt van ene "A". "A" dreigt haar te ontmaskeren als winkeldief wanneer ze Hanna's moeder niet aangeeft voor het slapen met Wilden voor Hanna's reputatie. Hanna heeft medelijden met Mona nu zij ook een slachtoffer van "A" is, en vertelt haar alles. Ella wil van Aria weten wie "A" is, nu zij (vorig jaar) en Byron allebei een brief van "A" hebben ontvangen. Caleb heeft een nieuw stukje film weten te repareren, waarin degene die Alisons kamer binnen komt stormen Melissa blijkt te zijn die roept: "Waar is Alison?" Spencer wil met Melissa hierover praten en spreekt met haar af in een bar. Wanneer Melissa bij Garrett in de auto stapt in plaats van de bar in te gaan, brengt Spencer tijd door met Wren, en eindigt uiteindelijk in zijn appartement waar ze zoenen. Aria, Hanna en Emily gaan naar het adres dat Jonah hen gaf, een verlaten advocatenkantoor. Maar het alarm gaat af als ze binnen proberen te komen. Melissa blijkt stage te hebben gelopen bij dat advocatenkantoor. Ella probeert zich neer te leggen bij het feit dat Aria en Ezra van elkaar houden, iets wat Byron weigert te doen. Maya blijkt vermist te zijn.                                                                            |                                        |                     |                                      |                               |  |
| 44 (2-22) | Father Knows Best                      | Chad Lowe           | Charlie Craig & Bryan M. Holdman     | 27 februari 2012              |  |
| Er wordt een vader-dochter bal georganiseerd op Rosewood High, wat lastig is voor Aria aangezien ze op gespannen voet staat met haar vader. Emily komt er met hulp van haar vader achter dat Maya een ticket naar San Francisco heeft gekocht maar niet op de trein gestapt is. Ashley krijgt verrassende hulp van Wilden wanneer ze wil weten wie Hanna lastigvalt. Melissa vertelt Spencer dat Garrett haar en Ian hielp, en dat zijzelf sms'jes naar Alison heeft gestuurd waarin ze haar waarschuwde van Ian af te blijven. De Liars vermoeden dat Melissa "A" is. Hanna gooit haar telefoon in het water om te voorkomen dat haar moeder achter "A" komt, en Spencers vader blijkt 15.000 dollar voor een privédetective betaald te hebben om Alison te vinden. Hij was bang dat Melissa anders de schuld van haar verdwijning zou krijgen, aangezien ze Alison bedreigde. Ook komt Peter (Spencers vader) erachter dat zijn pistool is verdwenen. (Twee afleveringen eerder gestolen door "A"). |                                        |                     |                                      |                               |  |
| 45 (2-23) | Eye Of The Beholder                    | Melanie Mayron      | Joseph Dougherty                     | 5 maart 2012                  |  |
| De Liars komen erachter dat Alison een dag eerder thuis was in het weekend voordat ze verdween dan ze deed geloven. Toby is terug en helpt Jenna, die een oogoperatie ondergaat. Wanneer Hanna een zak spullen wil ophalen van het verandatrapje van Jason ziet ze dat zijn huis in brand staat en redt ze Jenna die er gevangen zit. Ella en Byron hebben een discussie over het wegjagen van Ezra. |                                        |                     |                                      |                               |  |
| 46 (2-24) | If These Dolls Could Talk              | Ron Lagomarsino     | Oliver Goldstick & Maya Goldsmith    | 12 maart 2012                 |  |
| Spencer droomt over een gesprek met Alison. Mona krijgt een sms dat ze Caleb en Hanna uit elkaar moet halen. De meiden denken dat Melissa "A" is en zetten een val op om het te bewijzen, die lijkt te lukken. Jenna's oogoperatie lijkt niet te hebben gewerkt en ze geeft Toby het ontbrekende deel van Alisons autopsierapport om aan de politie te geven. Ezra wordt ontslagen door Byron, ondanks dat Aria dreigt haar vaders affaire bekend te maken. De Liars komen erachter dat Alison en "A" via contactadvertenties een afspraak hadden gemaakt elkaar te ontmoeten, op een adres is Brookhaven. Ze gaan erheen en het blijkt een poppenwinkel te zijn. Alison kreeg ooit een voodoopop van "A", en de meiden vragen of er iemand ooit één in de winkel gekocht heeft. Martha, de verkoopster zegt dat ze die poppen niet eens hebben. De Liars gaan terug als het donker is en breken in in de winkel. Er blijken een hele hoop voodoopoppen te zijn; de verkoopster was omgekocht door "A". Ze worden de winkel uitgejaagd door een angstaanjagende val die "A" heeft opgezet. Melissa verzekert Garrett er net van dat Spencer de film van hen niet aan de politie heeft gegeven, wanneer de politie binnenstormt en Garrett arresteert voor de moord op Alison. Jenna blijkt toch te kunnen zien. |                                        |                     |                                      |                               |  |
| 47 (2-25) | UnmAsked                               | Lesli Linka Glatter | I. Marlene King                      | 19 maart 2012                 |  |
| De meisjes krijgen een uitnodiging om naar een gemaskerd bal te gaan. Caleb is er toch voor Hanna in de plaats van naar zijn moeder te gaan. Ezra komt speciaal voor Aria en Emily krijgt steun en vriendschap van Paige. Spencer wordt daarentegen door Mona overtuigd om mee naar de geheimzinnige motelkamer te gaan om "A" te ontmaskeren. Daar ontdekt Spencer dat Mona Vanderwaal zelf "A" is. Ze dwingt Spencer mee de auto in en deze belt stiekem met Hanna, Aria en Emily zodat die haar kunnen helpen. Wanneer de rest aankomt volgt er een strubbeling waardoor Mona in een ravijn valt. Mona wordt opgepakt en in een mentale inrichting gestopt. Wanneer de Liars thuiskomen blijk Maya's lichaam gevonden te zijn; Emily is ontroostbaar. Dr. Sullivan komt nu terug en legt uit dat Mona haar zoon bedreigde en dat ze daarom vertrok. Mona krijgt bezoek in Radley, een persoon in een rode jas tegen wie ze zegt dat het plan gelukt is en "ik heb alles gedaan wat je van me vroeg." |                                        |                     |                                      |                               |  |

### Seizoen 3
| Nr. | Titel                                   | Regisseur        | Schrijver(s)                          | Uitzenddatum Verenigde Staten |  |
| --- | --------------------------------------- | ---------------- | ------------------------------------- | ----------------------------- |  |
| 48 (3-01) | It Happened That Night                  | Ron Lagomarsino  | I. Marlene King                       | 5 juni 2012                   |  |
| Eén zomer is verstreken sinds de Liars hoorden dat Mona "A" was en dat Maya's is. Nu de terreur schijnbaar over is en de vermeende moordenaar opgesloten zit, geneest de stad Rosewood langzaam van oude en nieuwe wonden en proberen ze terug te gaan naar een normaal leven. Elk van de vier meisjes bracht haar zomer op verschillende manieren door; Aria nam fotografie lessen, Spencer nam college cursussen op Hollis, Hanna nam kooklessen met Caleb en Emily bouwde huizen in Haïti. Maar toch zijn ze nauwelijks over de gebeurtenissen heen. Op de tweede verjaardag van Alisons verdwijning houden ze een slaapfeestje bij Spencer thuis, maar Emily drinkt te veel en verdwijnt spoorloos. De anderen vinden haar midden in de nacht op het kerkhof terug met een schop in haar hand bij Ali's graf. Emily kan zich niets herinneren. Het lichaam van Alison blijkt verdwenen te zijn en de Liars besluiten hun sporen uit te wissen en niemand ervan te vertellen. Maar de volgende dag is het vermiste lichaam in het nieuws. Hanna bezoekt in het geheim Mona en de dokters zeggen dat haar bezoekjes Mona's toestand verbeteren. De rest van de meiden laten haar begaan maar vinden het geen goed idee. Spencer bezoekt Garrett in de gevangenis die haar informatie over Ali's graf aanbiedt in ruil voor haar moeders advocaatdiensten. Hij zegt dat "A" nog lang niet klaar is, en de meiden gaan terug naar de kamer waar "A"'s hol was. Alles is leeggehaald en ze krijgen een bericht: "Mona speelde met poppen, maar ik speel met lichaamsdelen. Game on, bitches. -A". |                                         |                  |                                       |                               |  |
| 49 (3-02) | Blood Is the New Black                  | Norman Buckley   | Oliver Goldstick                      | 12 juni 2012                  |  |
| Er is een nieuwe "A" in de stad en deze is vastbesloten om de Liars te laten zien hij/zij niet de minste is. Na het krijgen van een gruwelijke herinnering dat "A" nog steeds de touwtjes in handen heeft, proberen Aria, Spencer, Hanna & Emily snel een plan te smeden hoe ze moeten omgaat met deze oude/nieuwe bedreiging en het gebruikelijke spel dat op een hoger vuurtje staat. Terwijl Spencer en Hanna met vuur spelen als ze op zoek gaan naar antwoorden, wordt Aria's indiscrete verleden voer voor A's spel. Ondertussen probeert een zeer wankele Emily zich te concentreren op school maar ze kan gemakkelijk ontsporen op het moment dat ze zich een cruciaal stuk herinnert van "die nacht". |                                         |                  |                                       |                               |  |
| 50 (3-03) | Kingdom of the Blind                    | Chad Lowe        | Joseph Dougherty                      | 19 juni 2012                  |  |
| Nu Spencers moeder Garrett als cliënt gaat verdedigen, is Spencer zeker dat Melissa hier de reden van is. Als ze op onderzoek gaat naar de reden stuit ze op een groot familiegeheim van de Hastings. Emily krijgt ook verrassend nieuws over haar examen Engels en is bang dat dit nieuws gevolgen zou kunnen dragen. Intussen gaat Aria akkoord om Jenna's begeleider te zijn zodat ze haar in de gaten kan houden. Jenna bekent aan de Liars dat ze al direct na de operatie kon zien. Lucas gedraagt zich vreemd. |                                         |                  |                                       |                               |  |
| 51 (3-04) | Birds of a Feather                      | Roger Kumble     | Michael J. Cinquemani & Jonell Lennon | 26 juni 2012                  |  |
| Hanna bezoekt Mona en daardoor maken Hanna en Caleb ruzie. Aria is bang om haar moeder te vertellen dat Byron opnieuw Meredith ziet. Intussen ontmoet Emily Maya's neef Nate. Wanneer Spencer Melissa's zwangerschap onderzoekt komt ze erachter dat zij de Black Swan was. Wren werkt in Radley en Wilden ondervraagt Mona, wat Wren aan Hanna vertelt. Caleb maakt het uit met Hanna omdat ze geheimen voor hem blijft houden. |                                         |                  |                                       |                               |  |
| 52 (3-05) | That Girl is Poison                     | Chad Lowe        | Bryan M. Holdman                      | 10 juli 2012                  |  |
| Het extravagante nieuwjaarsfeestje van Jenna lijkt te mooi om waar te zijn en Emily, Hanna, Spencer en Aria denken dat er iets meer aan de hand is. Vooral wanneer blijkt dat Garrett 's avonds de gevangenis mag verlaten om zijn zieke moeder te bezoeken. De Pretty Little Liars denken dat dit alles te maken heeft met "A". |                                         |                  |                                       |                               |  |
| 53 (3-06) | The Remains of the 'A'                  | Norman Buckley   | Maya Goldsmith                        | 17 juli 2012                  |  |
| De rechtszaak tegen Garrett gaat wellicht niet door omdat er te weinig bewijs is. Jason vertelt Spencer dat hij "April Rose" heeft gevonden; het is een antiekwinkel. Ze gaan erheen, en Spencer vindt een enkelsieraad dat van Alison is geweest. Ted vraagt Hanna naar een feestje voor alle vrijwilligers die zich hebben ingezet voor de kerk. Hanna gaat er met Toby heen. Emily komt ook en ziet Holden daar, die een tatoeage op zijn pols heeft die ze zich herinnert van haar flashbacks. Het blijkt een afwasbare stempel van een bepaalde club te zijn, waar Holden Maya ook vaker gezien heeft. Spencer geeft het enkelsieraad aan de politie als nieuw bewijs, en er blijkt bloed van Alison en een onbekend persoon aan te zitten. Spencer krijgt het volgende sms-bericht: "Hey Spencer, ik heb nog een verrassing voor je. Garrett is niet hun moordenaar. -A" |                                         |                  |                                       |                               |  |
| 54 (3-07) | Crazy                                   | Patrick Norris   | Andy Reaser                           | 24 juli 2012                  |  |
| Detective Wilden denkt dat Hanna iets met Alisons moord te maken heeft, omdat haar bloed op het enkelsieraad gevonden is. De Liars ontmoeten CeCe, die hen erg aan Alison doet denken. Het blijkt dat de twee ook vriendinnen waren, en dat CeCe uitging met Jason. Aria bezoekt Mona in Radley om uit haar te krijgen voor wie ze werkte. Wanneer bezoekuur over is en Aria weer buiten staat, overtuigt Hanna haar dat ze weer naar binnen moeten sluipen om Mona te spreken zonder mensen erbij. Mona leidt hen naar de kindervleugel van Radley en neuriet en zingt voortdurend dezelfde regels. Hanna komt erachter dat het een code is, die ze weten te kraken. Mona probeerde hun duidelijk te maken dat iemand "NIET VEILIG" is, dat "MAYA HET WIST" en ze komen achter een website die Maya bijhield. (MAS Sugar). Spencer ziet dat Jason dronken met zijn auto tegen een boom is gereden en rijdt hem naar huis. Haar eigen auto blijft staan, en wordt thuisgebracht door de politie. Toby verzint een verhaal dat Spencer en Jason beschermt, maar is niet blij met de situatie. |                                         |                  |                                       |                               |  |
| 55 (3-08) | Stolen Kisses                           | Zetna Fuentes    | Joseph Dougherty                      | 31 juli 2012                  |  |
| Meredith is terug op Rosewood High. Emily en Nate gaan naar een oud boothuisje, een van Maya's favoriete plekken. Toby is nog steeds boos op Spencer, en Paige vertelt Emily dat ze even bij haar was op de nacht die ze in flashbacks herbeleeft. Wren vertelt Hanna dat Mona overgeplaatst wordt naar Saratoga omdat ze haar medicijnen wegsmokkelt via een bezoeker. Mona moet nu Radley ervan overtuigen dat Mona in Rosewood moet blijven. Aria ontmoet Ezra's moeder, Dianne Fitzgerald, die Aria niet goedkeurt voor haar zoon en haar ervan beschuldigt zijn carrière verwoest te hebben. Aria en Spencer denken dat Veronica bewijs verbergt dat Garrett Maya heeft vermoord. Het lukt Caleb om Maya's site te hacken en de Liars bekijken zonder Emily de filmpjes die erop staan. In één ervan vertelt een zenuwachtige Maya dat ze haar angsten onder ogen moet zien. |                                         |                  |                                       |                               |  |
| 56 (3-09) | The Kahn Game                           | Wendey Stanzler  | Lijah J. Barasz                       | 7 augustus 2012               |  |
| Hanna geeft Emily de inloggegevens van Maya's website zodat ze de filmpjes kan bekijken. Hanna krijgt dan bevel van de rechtbank om een bloedtest te laten doen. Even later krijgt ze een sms-bericht van A: "Kom nu naar de Apple Rose Grille of Caleb betaalt de prijs", en ze gaat. Het blijkt dat Caleb haar in de val liet lopen om te zien of ze zou komen. Ze breekt en vertelt hem alles over de nieuwe "A". Hij wil de Liars helpen. Ashley en Ted gaan intussen weer met elkaar uit. CeCe, Aria en Spencer gaan naar een feest, dat bij Noel Kahn blijkt te zijn. Ze krijgen eenzelfde stempel als Holden en Maya op hun pols hadden. Ze raken verwikkeld in een spannend spel "Truth or dare", met Jenna en Noel, waarbij een aantal nieuwe onthullingen gedaan worden. Aria vertrekt eerder wanneer ze merkt dat Noel en Jenna weten van haar en Ezra. Ze krijgt een lift van Ezra's broer, Wes, en hij vertelt Aria dat Ezra op de middelbare school een meisje, Maggie, zwanger gemaakt heeft. Aria vertelt Ezra vervolgens dat zijn moeder haar geld heeft geboden om bij hem weg te gaan, en confronteert hem over Maggie. |                                         |                  |                                       |                               |  |
| 57 (3-10) | What Lies Beneath                       | Patrick Norris   | Jonell Lennon                         | 14 augustus 2012              |  |
| Aria heeft het moeilijk met het nieuws over Maggie, en Ella begint uit te gaan met Zack, de eigenaar van de Brew. Hanna vertelt de Liars dat Caleb weet dat A hen weer lastigvalt, en dat ze doen alsof ze uit elkaar zijn voor zijn veiligheid. Emily vindt een foto van Maya waar een bord met "The Kahns" op staat. Spencer hoort vervolgens van Nate dat Maya daar niet zomaar was, en dat ze een 'sms-relatie' hadden. Ze sluipt de jongens kleedkamer in en breekt in Noels kluisje om zijn telefoon te checken op berichten van Maya. Emily en Hanna gaan naar de Kahn blokhut om de plek te onderzoeken. Ze vinden een verborgen deur die naar een geheime kamer leidt waar Maya waarschijnlijk verbleef. Ze vinden een tas met persoonlijke eigendommen. Maar dan sluit "A" hen op in de blokhut. Wanneer ze er eindelijk uitkomen en Emily thuis komt, ziet ze Nate op de trap voor haar huis zitten. Ze laat hem de spullen van Maya laat zien en hij begint te huilen, en als Emily hem wil troosten kust hij haar. Paige kwam net langs, ziet hen en maakt vervolgens rechtsomkeert. Spencer krijgt een anonieme e-mail waarin staat: "Blijf uit mijn kluisje!" met een filmpje van de beveiligingscamera bij de Kahn blokhut van de nacht dat Maya stierf. Maya arriveert op de video om 22:04 uur, en om 01:14 uur ziet Spencer Noel en Jenna arriveren. Maya vertrekt later, maar wordt gegrepen door een donkere figuur op de oprit. |                                         |                  |                                       |                               |  |
| 58 (3-11) | Single Fright Female                    | Joanna Kerns     | Oliver Goldstick & Maya Goldsmith     | 21 augustus 2012              |  |
| Ted vindt de usb-stick waar de N.A.T. filmpjes op staan in de kerk en brengt hem bij Ashley langs. CeCe vertelt Spencer dat Paige en Alison een vijandelijke geschiedenis hebben, en ze denkt dat Alison bang was voor Paige. Spencer wordt later aangevallen door een slang in de kleedkamer, maar CeCe redt haar. Emily vertelt Hanna dat het mes en de tas van Maya nergens te vinden zijn. Spencer en Hanna doorzoeken vervolgens Paiges tas omdat ze haar niet vertrouwen. Wanneer Emily hierachter komt is ze woedend op hen. Maar de twee hebben iets gevonden: de oorbel die met Ali het graf in ging. Ze denken nu dat Paige "A" is en dat zij Ali's lichaam heeft opgegraven. Paige vertelt Emily over haar problemen met Alison en dat ze zelfs op een punt is gekomen waarop ze overwoog zelfmoord te plegen. Paige gaat Emily's huis binnen en Jenna verschijnt. Ze vertelt Emily dat ze voorzichtig moet zijn met wie ze haar tijd doorbrengt. Hanna vernietigt de N.A.T. filmpjes. |                                         |                  |                                       |                               |  |
| 59 (3-12) | The Lady Killer                         | Ron Lagomarsino  | I. Marlene King                       | 28 augustus 2012              |  |
| De rechtszaak van Garrett begint. Maggie bezoekt Ezra, wat Aria niet goed bevalt, Toby en Spencer hebben seks, en Emily ligt nog in de clinch met de andere Liars die Paige wantrouwen. Nadat Emily Paige alles heeft verteld over de nieuwe A, krijgt Paige een bericht dat ze om 22:00 uur naar de begraafplaats moet komen. Emily en Nate gaan samen naar de Lighthouse Inn, en Emily krijgt een bericht van A: "Je hebt één minuut, ga nu." Nate blijkt de moordenaar van Maya te zijn, zijn echte naam is Lyndon James. Hij houdt Paige gebonden en gevangen, (ze werd ontvoerd op weg naar de begraafplaats) en is van plan ook haar te vermoorden. Emily ontsnapt naar de top van de vuurtoren waar ze vecht met Lyndon, en hem uit zelfverdediging neersteekt. Caleb komt eraan met een pistool en legt het neer om Emily te troosten, maar wordt dan door een stervende Lyndon neergeschoten. Hij is niet dood, maar moet geopereerd worden. Nu de echte moordenaar van Maya bekend is, is Garrett een vrij man. De Liars verontschuldigen zich tegenover Paige en krijgen een bericht van A waarin staat: "Emily, ik sta bij je in het krijt". Aan het eind krijgen we een schokkende onthulling over de tweede persoon uit het "A" Team: Toby Cavanaugh. |                                         |                  |                                       |                               |  |
| 60 (3-13) | This is a Dark Ride                     | Tim Hunter       | Joseph Dougherty                      | 23 oktober 2012               |  |
| Er wordt een Halloweenfeest gegeven in een rijdende trein. De meeste mensen dragen maskers, en het wordt al snel duidelijk dat A ergens rondloopt en iets naars van plan is. Er wordt ongezien iets in Aria's drankje gegooid. Garrett vertelt aan Spencer dat hij Jenna liet geloven dat hij Alison vermoord had, maar dat het niet waar is. Ook vertelt hij dat hij een gesprek heeft afgeluisterd tussen Byron Montgomery en Alison; Alison was Byron aan het chanteren met zijn affaire. Spencer wil vervolgens Aria halen om dit nieuws te vertellen, maar kan haar nergens vinden. Aria zit vast in een houten kist en raakt in paniek wanneer ze Garretts dode lichaam naast zich ziet. Spencer wordt tijdens de zoektocht naar Aria aangevallen door een gemaskerd figuur, maar Paige redt haar. Aria hoort stemmen en merkt dat mensen proberen haar met kist en al uit de trein te schuiven. Ze steekt een van hen met een schroevendraaier, en wordt net op tijd gered door haar vrienden. De trein staat inmiddels stil, en Toby en Noel krijgen ruzie. Toby duwt Noel in de glazen bak die vol zit met ijs om het drinken koel te houden. De bak valt om en er verschijnt een lijkzak vanonder het ijs, met Garretts lijk erin. We eindigen met een flashback naar de nacht van Alisons moord, we zien de plek in de tuin waar ze levend begraven is. Dan komt er een hand uit de grond met een paars armbandje om, reikend naar leven. |                                         |                  |                                       |                               |  |
| 61 (3-14) | She's better now                        | Wendey Stanzler  | Oliver Goldstick                      | 8 januari 2013                |  |
| Mona is terug uit Radley en gaat weer naar Rosewood High. Ze wordt overal met wantrouwen bekeken. Lucas loopt een beetje mank en Hanna vraagt zich af of hij degene was die Aria stak met de schroevendraaier, de nacht in de trein. Lucas vertelt Hanna dat Mona tijdens haar verblijf in Radley heel vaak stiekem naar buiten wist te gaan. Emily herkent de nieuwe conciërge op school; het is de receptionist van de Lost Woods Resort. De Liars doorzoeken zijn kantoor en vinden Alisons dagboek. Daarin staat bewijs dat Alison Byron chanteerde. Die pagina scheurt Aria eruit. Meredith raakt gewond tijdens een brand die aangestoken blijkt te zijn, en Mona wint het vertrouwen van de scholieren terug met een filmpje op de website van de school, die ze gemaakt heeft met hulp van Jason DiLaurentis. |                                         |                  |                                       |                               |  |
| 62 (3-15) | Mona Mania!                             | Norman Buckley   | Bryan M. Holdman                      | 15 januari 2013               |  |
| Wanneer de Liars het kantoor van Harold verder willen onderzoeken, probeert iemand weggedoken in zijn capuchon weg te rennen en Hanna herkent Lucas. Hij vertelt haar dat hij ergens naar op zoek was, maar slaat haar hulp af. Mona vertelt de Liars dat Harold haar aan het stalken is, ondanks haar negatieve reactie op zijn romantische avances. Spencer moet tegen Mona strijden in een quiz wedstrijd die gaat bepalen wie van hen de nieuwe aanvoerder wordt voor academische wedstrijden. Mona wint, en Hanna wantrouwt haar bedoelingen meer dan ooit. Emily en Paige stranden met hun auto vlak bij het bos wanneer hun banden worden lek gestoken. Ze zien een donkere figuur met een kap over zijn hoofd wegrennen en gaan er vergeefs achteraan. Aria wantrouwt haar vader nog steeds en confronteert Meredith met de informatie over Byron en Alison. We zien dat Mona Byron volgt en tegen iemand aan de telefoon zegt: "Hij gaat weg, ik bel je terug". |                                         |                  |                                       |                               |  |
| 63 (3-16) | Misery Loves Company                    | I. Marlene King  | I. Marlene King & Jonell Lennon       | 22 januari 2013               |  |
| Aria heeft de griep en ligt de helft van de tijd bewusteloos in bed. Haar vader is weg en Meredith zorgt voor haar. Later blijkt dat Meredith iets in haar thee doet waar ze dagenlang mee onder zeil is. Terwijl ze onder invloed is van Merediths middel krijgt Aria een bezoek van Alison, waarvan ze zelf denkt dat ze ijlt. Ze vraagt Alison of haar vader haar vermoord heeft en Alison antwoordt: "Zie ik er dood uit?" Mona en Toby hebben een nieuwe "A"-schuilplaats en maken "A"-plannen voor de Liars. Spencer neemt ene pauze van het leren om een verrassingsdiner voor Toby te maken ter ere van hun eerste jaar samen. Hanna heeft een sollicitatiegesprek in een lege winkel en blijkt in de val gelokt te zijn door A. Wanneer A ervandoor gaat, laat hij een sleutel vallen, en Hanna geeft deze aan Spencer. Emily en Hanna gaan naar Aria's huis om te kijken hoe het met haar gaat en worden door Meredith de kelder in gelokt, waar ook de bewusteloze Aria ligt. Byron komt thuis en de Liars horen Meredith in paniek hem vertellen dat de meiden weten van zijn verleden met Alison. Byron is woedend op Meredith voor haar stunt in de kelder en bevrijdt de vriendinnen. Hij vertelt Aria dat het klopt dat Alison hem chanteerde maar dat hij haar niet vermoord heeft. Aria gelooft hem en verbrandt de dagboekpagina's als teken van vertrouwen. Spencer heeft intussen de sleutel die Hanna haar gaf herkend en lokt Toby naar haar keuken om hem op te halen, in vol "A"-ornaat (zwarte kleding en capuchon). Wanneer Spencer hem ontmaskert, vertrekt hij en laat haar in verwarring en met een gebroken hart achter. |                                         |                  |                                       |                               |  |
| 64 (3-17) | Out Of The Frying Pan, Into The Inferno | Michael Grossman | Maya Goldsmith                        | 29 januari 2013               |  |
| Spencer is nog zeer verward en verdrietig over Toby. Ze vertelt Emily dat het uit is tussen hen, maar is er nog niet klaar voor om te vertellen waarom. Emily, Aria en Hanna vinden geschreven briefjes in Alisons biologieboek waarin Ali het heeft over een "beach hottie". Emily vraagt aan CeCe waar dat over gaat maar CeCe zegt niet te weten wie het is. "A" stuurt Spencer een sms alsof hij Aria is en zegt dat Ezra het met haar uitgemaakt heeft nu hij het weet van zijn zoon. Spencer rent weg uit de les en confronteert Ezra ermee. Hij blijkt van niets te weten en Spencer vertelt hem dus per ongeluk dat hij en Maggie een zoon hebben. Emily vraagt Hanna om Paige in de gaten te houden, want ze doet vreemd. Hanna volgt haar naar een lesbische bar, waar ze Paige in een erg vriendelijke ontmoeting met Shana ziet. CeCe vertelt Emily dat Alison dacht dat ze zwanger was tijdens de zomer in Cape May. Wanneer Emily een foto op het politiebureau ziet van Wilden in Cape May, denkt ze dat hij misschien bij Ali en CeCe was die zomer. Ezra gaat naar Delaware om zijn zoon te ontmoeten en zegt tegen Aria dat ze hem maar beter niet kan bellen. |                                         |                  |                                       |                               |  |
| 65 (3-18) | Dead to me                              | Arlene Sanford   | Joseph Dougherty & Lijah J. Barasz    | 5 februari 2013               |  |
| Terwijl Ezra weg is, komt Aria erachter dat zijn broer Wes geschorst is van school voor het versieren van zijn scheikunde lerares, en dat Mrs. Fitzgerald probeerde de boel om te kopen om het geheim te houden. Wanneer Hanna en Caleb langsgaan bij zijn tantes huis voor het verkocht wordt, denkt Hanna zeker te weten dat Calebs oom eigenlijk zijn vader is. Emily gaat naar Dr. Sullivan voor psychologische hulp na het neersteken van Nate. Ze ondergaat hypnosetherapie die haar dingen laat herinneren van de nacht die ze kwijt was. Spencers privédetective heeft de sleutel getraceerd naar één appartement, maar het was een dood spoor. Jason, Aria, Emily en Hanna gaan naar het mausoleum om voor de laatste keer vaarwel tegen Ali te zeggen, nadat de politie haar lichaam aan de DiLaurentis familie heeft teruggegeven. Vlak daarna stormt Spencer naarbinnen en vertelt Jason dat Ali waarschijnlijk zwanger was van detective Wilden toen ze vermoord werd. Emily herinnert zich dat ze een figuur met een kap over het hoofd zag die Alisons graf opgroef, en haar ontvoerd heeft. Vlak voordat de herinnering vervaagt ziet ze een meisje met lang blond jaar in een rode jas, en leidt hieruit af dat zij de leider van het "A" Team is. |                                         |                  |                                       |                               |  |
| 66 (3-19) | What Becomes of the Broken-Hearted      | Ron Lagomarsino  | Oliver Goldstick & Francesca Rollins  | 12 februari 2013              |  |
| Spencer zakt steeds verder weg in een depressie en wordt uit de schoolwedstrijd gezet. Zelfs de andere Liars kunnen niet tot haar doordringen. Hanna krijgt bevestigt van Jamie, Calebs oom, dat hij in werkelijkheid zijn vader is. Ze zet een ontmoeting tussen de twee op in Rosewood en haalt haar moeder over om aan Ted te vragen of hij Jamie een kan gebruiken bij de kerkrestauratie. Wes en Aria helpen CeCe met een fotoshoot in haar boutique, en CeCe gaat eten halen. Ze belt later dat haar auto is weggesleept en ze voorlopig niet terugkomt; dit is een leugen. Wes kust Aria. Jason en Emily doorzoeken het kantoor van zijn vader om foto's te vinden van Ali die kunnen bewijzen dat ze met Wilden samen was. Wanneer ze er één vinden van Cape May, met Alison tussen Wilden en CeCe in, nemen ze de foto mee maar komen vast te zitten in de lift. Emily kan nog net op tijd naar buiten klimmen maar Jason valt met lift en al de schacht door naar beneden. In het ziekenhuis vertelt hij haar dat de foto weg is. De Liars bespreken het geval, en wanneer ze weer omkijken zien ze dat Jason verdwenen is. |                                         |                  |                                       |                               |  |
| 67 (3-20) | Hot Water                               | Chad Lowe        | Andy Reaser                           | 19 februari 2013              |  |
| De Liars willen weten wie de vrouw in de rode jas is. Spencer ziet haar na een date met Wren, nadat ze gezoend hebben. Ze volgt haar, maar raakt haar spoor kwijt. Hanna vertelt uiteindelijk haar moeder alles over CeCe en de link tussen Ali, CeCe en Wilden. Mrs. Fitzgerald probeert nog steeds tussen Aria en Ezra te komen, Paige, en Emily en Hanna willen antwoorden van Shana. Spencer wordt door "A" opgesloten in de stoomcabine in haar badkamer, en wordt net op tijd gered door Aria. Nu vindt Spencer het eindelijk tijd om haar vriendinnen de waarheid te vertellen; ze vraagt Aria om Emily en Hanna te bellen omdat ze weet wie Mona helpt. Emily komt intussen aan bij CeCe en ziet dat ze aan het inpakken is om uit Rosewood te vertrekken. CeCe vertelt Emily dat Melissa de foto nam waar Ali met haar en Wilden op stond. Ashley wordt bedreigd door WIlden en uit paniek rijdt ze hem aan met haar auto. Hij beweegt niet meer. Ze vertelt het Hanna en samen gaan ze terug naar de plaats delict maar Wildens lichaam is verdwenen. Wat ze niet weten is dat de camera in Wildens auto aan staat en ze gefilmd worden. |                                         |                  |                                       |                               |  |
| 68 (3-21) | Out of Sight, Out of Mind               | Melanie Mayron   | Jonell Lennon                         | 26 februari 2013              |  |
| Spencer vertelt Aria en Emily dat Toby bij het "A" Team hoort. Emily en Hanna gaan op onderzoek uit bij Toby's appartement en vinden een parkeerpasje op naam van E. Lamb, Toby's alias voor wanneer hij Mona bezocht in Radley. Spencer ontvangt een bos bloemen met een kaartje: "Een van je dierbaren zal betalen voor je loslippigheid. -A" Ezra is terug in Rosewood, maar samen met Maggie en Malcolm. Wanneer Aria even op Malcolm past, valt hij en heeft een snee in zijn kin. Hierdoor maakt Aria zich zorgen dat ze er nog niet aan toe is om voor een kind te zorgen en overweegt het uit te maken met Ezra. Spencer volgt Mona het bos in, waar ze een dood lichaam vindt met een motorhelm op, die dezelfde tatoeage als Toby op de heup heeft. Als Spencer de helm af wil doen roept Mona dat hij dood is. Spencer rent achter Mona aanmaar raakt haar kwijt. Emily wacht intussen op Toby, die haar sms'te om hem te ontmoeten. Hij komt niet opdagen, maar ze ziet het meisje met de rode jas in haar achteruitkijkspiegel. Hanna en Aria duwen Wildens auto in het meer, toen hij ineens in Hanna's garage stond met de camerabeelden van de aanrijding. De volgende morgen wordt Spencer in het bos geworden, in een compleet catatonische staat. Ze wordt opgenomen in Radley. |                                         |                  |                                       |                               |  |
| 69 (3-22) | Will the Circle Be Unbroken?            | Ron Lagomarsino  | Joseph Dougherty                      | 5 maart 2013                  |  |
| Spencer wordt 72 uur in Radley gehouden ter observatie. Ze leert een ziekenbroeder kennen die E. Lamb heet, net als Toby's alias. Hij vertelt haar dat er onlangs een probleem is geweest met de personeels- en bezoekerspasjes. Hanna en Ashley zijn verbijsterd wanneer ze Wilden zien in de kerk. Emily wordt verrast door Shana, die haar voorstelt aan de olympischgoudwinnares Missy Franklin. Shana blijkt ook te zwemmen. Aria liegt dat het uit is tussen haar en Ezra, zodat hij zijn baan bij Rosewood High terug kan krijgen. Mona bezoekt Spencer in Radley en biedt haar opnieuw een plek aan in het "A" Team. Ashley vertrekt naar New York voor een seminar, en wanneer ze wegrijdt staat Wilden op de stoep. Hij wil van Hanna weten waar zijn auto en zijn sleutels zijn. Als Hanna hem dat vertelt, zal hij haar en haar moeder met rust laten. In Radley heeft Spencer een groepstherapie sessie met andere patiënten en Dr. Sullivan, waarin ze zegt dat haar vrienden niet meer weten wie zij is en niet meer op haar kunnen rekenen. |                                         |                  |                                       |                               |  |
| 70 (3-23) | I'm Your Puppet                         | Oliver Goldstick | Oliver Goldstick & Maya Goldsmith     | 12 maart 2013                 |  |
| De meiden bezoeken Spencer in Radley. Ze weten dat de politie het lichaam in het bos heeft geïdentificeerd en dat het Toby niet is, maar Spencer blijft overtuigd van zijn dood. Ze ontdekt later dat Mona indertijd een kaart heeft getekend in een bordspel. Ella waarschuwt Hanna dat Jamie waarschijnlijk fraude heeft gepleegd met de kerkklokken tijdens de renovatie. Wanneer Caleb en Hanna Jamie confronteren, blijkt dat "A" hen erin geluisd heeft. Emily en Hanna vinden een lijk in het mortuarium met een masker op, die ze niet kunnen identificeren. Wanneer Aria even op Malcolm past, wordt hij ontvoerd door "A". Ze vindt hem via aanwijzingen terug op een kermis, maar is zo geschrokken dat ze het niet meer aan kan, en probeert het uit te maken met Ezra. Emily's moeder vertelt haar dat er nog een lijk gevonden is dat niet te identificeren is, en de meiden denken dat het Toby kan zijn. In Radley volgt een onthulling: Spencer haalt een zwarte capuchontrui uit haar kussen en twee kermiskaartjes. Zij was de "A" die Malcolm ontvoerde. |                                         |                  |                                       |                               |  |
| 71 (3-24) | A dAngerous gAme                        | Patrick Norris   | I. Marlene King                       | 19 maart 2013                 |  |
| Spencer mag weg uit Radley en nodigt haar vrienden uit voor een feest in een grote luxe boshut. Hanna weet inmiddels via Malcolm dat Spencer degene was die hem ontvoerde en denkt samen met Aria en Emily een plan uit om Spencer te ontmaskeren en achter haar bedoelingen te komen. Intussen vinden Spencer en Toby elkaar terug, en ze bekennen elkaar dat ze alleen meedoen met het "A" Team om elkaar te beschermen. Spencer wordt later gedwongen om de andere Liars alles te vertellen, en onthult dat Red Coat een plan met hen heeft op haar zogenaamde feest. Emily ziet Jenna, Shana en Melissa samen in Jenna's huis plannen smeden. Spencer en Toby ontmoeten Mona in de boshut en zeggen dat de andere Liars er zo aankomen. Hierop belt Mona met Red Coat, zegt dat het veilig is voor haar om te landen, en stuurt Toby weg om "af te rekenen" met Spencer. Hij neemt haar mee naar buiten, waar ze opsplitsen om Red Coat te zoeken en erachter te komen wie ze is. Intussen overvallen Aria, Emily en Hanna Mona in het huis, maar ze worden met z'n vieren opgesloten terwijl de boshut in brand wordt gezet. In alle paniek bekent Mona dat ook zij niet weet wie Red Coat is. Spencer ziet Red Coat intussen uit het vliegtuig stappen; ze lijkt op Alison. Toby wordt bewusteloos geslagen in het bos, en iemand gooit een aansteker bij hem neer zodat hij de schuld van de brand kan krijgen. Een blondine in een rode jas sleurt de bewusteloze meiden uit het brandende huis en legt ze buiten neer. Hanna zweert dat het Alison was, net als Mona en Spencer, die net aan komt lopen. Maar Mona vertelt ook, op de terugweg naar Rosewood, dat Red Coat vaak maskers draagt die op Alison lijken. De Liars en Mona zien ineens Wildens auto voor de kerk staan. Het filmpje waarop Ashley Wilden aanrijdt wordt afgespeeld in de auto, maar daarna zien ze dat zijn lichaam wordt weggesleept door Jenna en Shana. Ze willen de achterbak open doen en maar krijgen eerst allemaal dezelfde sms: "Jullie zijn nu van mij. Kusjes A". Ze openen de kofferbak en deinzen met ingehouden adem achteruit. Als laatste zien we de hand uit de grond (zie "This is a dark ride"), die wordt vastgegrepen door iemand die de begraven persoon eruit begint te trekken. |                                         |                  |                                       |                               |  |

### Seizoen 4
| Nr. | Titel                         | Regisseur        | Schrijver(s)                                          | Uitzenddatum Verenigde Staten |  |
| --- | ----------------------------- | ---------------- | ----------------------------------------------------- | ----------------------------- |  |
| 72 (4-01) | "A" is for A-l-i-v-e          | I. Marlene King  | I. Marlene King                                       | 11 juni 2013                  |  |
| In Wildens auto blijkt een dood varken te zitten en Mona haalt de film weg van de aanrijding van Wilden en onthult een aantal "A" geheimen aan de Liars om hun vertrouwen te winnen. De volgende ochtend zien ze Wildens dode lichaam op straat bij de kerk, omsingeld door politie en onderzoekers. Hij bleek een van de twee in het Hartenkoninginkostuum te zijn op de Halloween trein. Mona zegt dat Melissa de andere was, maar haar harde schijf wordt gewist voordat ze het kan bewijzen. Jessica DiLaurentis verhuist terug naar Rosewood. Toby krijgt een bericht van "A" dat hij het busje met alle "A" informatie moet stelen in ruil voor informatie over zijn moeders dood. Ashleys mobiel wordt in Wildens kist geplant door "A" en Spencer en Mona moeten hem terughalen. De Liars ontmoeten detective Gabriel Holbrook die de moord op Garrett en Wilden onderzoekt. |                               |                  |                                                       |                               |  |
| 73 (4-02) | Turn of the Shoe              | Joanna Kerns     | Oliver Goldstick                                      | 18 juni 2013                  |  |
| Mona brengt de Liars naar het "A"-busje, maar die is verdwenen. Wanneer Mona weer in haar auto zit, wordt ze bijna gewurgd door een zwarte, gemaskerde figuur. De anderen redden haar, maar de gemaskerde persoon rijdt bijna over hen heen; Emily valt op de grond en bezeert haar schouder aan een steen. Hanna vindt hoogehakte schoenen die onder de modder zitten in het gootsteenkastje en vraagt zich af of haar moeder echt in New York was. Ze wantrouwt de reis helemaal wanneer Mona weet te vertellen dat er schoenafdrukken van hoge hakken bij Wildens lichaam zijn gevonden. Aria neemt lessen zelfverdediging en zoent haar instructeur Jake in een opwelling. Jessica DiLaurentis geeft Ali's papegaai Tippy aan Hanna en Spencer merkt op dat de vogel en telefoonnummer opzegt. Ze bellen, maar het nummer bestaat niet meer. Dan wordt Tippy gestolen. Emily probeert Shana te verslaan in de strijd om een zwemmersbeurs van Stanford en neemt te veel pijnstillers in voor haar schouder. Ze slaat met haar hoofd tegen de zijkant van het zwembad tijdens een belangrijke wedstrijd. Toby vertelt Spencer dat hij het "A"-busje aan "A" heeft gegeven in ruil voor medische documenten over zijn moeder. |                               |                  |                                                       |                               |  |
| 74 (4-03) | Cat's Cradle                  | Norman Buckley   | Joseph Dougherty                                      | 25 juni 2013                  |  |
| Hanna ziet op het politiebureau een groot bord met foto's, aantekeningen, aanwijzingen en de verbindingen tussen haar en haar vriendinnen en andere dierbaren. Ze worden duidelijk in de gaten gehouden. Melissa keert terug naar Rosewood en Aria en Jake groeien dichter naar elkaar toe. Tussen Alisons spullen vinden de Liars een vreemd masker waar een adres binnenin staat. Wanneer ze erheen gaan, ontmoeten ze de maskermaker Hector Lime, die zegt maskers te hebben gemaakt voor Alison en haar vriendinnen. Hij wil een masker van Emily's gezicht maken in ruil voor informatie. Hanna steelt een masker uit zijn collectie die precies op Melissa ijkt. Wanneer Emily Aria vertelt dat het erop lijkt dat "A" het op haar moeder gemunt heeft, moedigt Aria haar eigen moeder aan om met haar vriend Zack naar Europa te gaan. Hanna blijft wantrouwig tegenover haar moeder en Caleb, die Ashley ook niet vertrouwt, zegt tegen Hanna's vader dat hij goed op haar moet passen. In Radley vinden Spencer en Toby een aanwijzing dat zijn moeder wellicht geen zelfmoord heeft gepleegd, maar vermoord is. |                               |                  |                                                       |                               |  |
| 75 (4-04) | Face Time                     | Norman Buckley   | Joseph Dougherty                                      | 2 juli 2013                   |  |
| Toby gaat op bezoek bij Dr. Palmer die zijn moeder vroeger behandelde voor haar psychische problemen. Hij is dementerende en zegt dat Toby's moeder slachtoffer was van "de lucht die te zwaar was voor haar". Hij zegt ook dat ze weg had moeten blijven van het meisje met het blonde haar, die Toby en Spencer interpreteren als Alison. De partner van detective Holbrook, Linda Tanner, blijkt een vasthoudende vrouw te zijn die veel vragen stelt. Emily blijkt een scheur in haar schouderspier te hebben, wat haar verplicht rust te nemen van het zwemmen. Wanneer Aria Malcolm tegenkomt en hij haar vraagt waarom ze nooit meer bij Ezra is, brengt haar dat van haar stuk en maakt haar relatie met Jake moeilijker. Spencer vertelt aan haar moeder en Melissa dat ze niet toegelaten is op UPenn. Wanneer Spencer en Aria Melissa volgen naar de winkel van Hector Lime, grijpt Spencer haar vast en eist antwoorden. Melissa vertelt dat Wilden de brand heeft gesticht in de boshut in Thornhill en dat zij Jenna en Shana erheen stuurde om op Spencer en de rest te passen. Ze geeft ook toe dat ze de tweede Hartenkoningin was op de Halloweentrein maar niets wist van Wildens plannen om Aria en Spencer te vermoorden. Wanneer "A" het in een sms bevestigt, weten de Liars het zeker: Melissa hoort niet bij het "A" Team. |                               |                  |                                                       |                               |  |
| 76 (4-05) | Gamma Zeta Die!               | Mick Garris      | Maya Goldsmith                                        | 9 juli 2013                   |  |
| Spencer en Emily bezoeken Cicero College tijdens de open dagen. Ella weet niet zeker meer of ze wel naar Europa wil, maar Aria haalt haar vader over om Ella het laatste zetje in haar rug te geven, nadat Ella door een zwerm bijen is aangevallen in haar auto. (Een truc van "A"). Spencer vindt het telefoonnummer dat de papegaai Tippy opnoemde en het leidt naar een kamer van de vrouwenvereniging "Gamma Zeta Chi" waar momenteel een feest is. Hanna vindt een pistool in haar moeders kast en haast zich naar Spencer, die op het studentenfeest is. Spencer is echter te druk met de telefoonaanwijzing om Hanna te helpen. Ze vindt een geheime deur die naar een kamertje leidt waar alleen een telefoon en een radio in staan. Het blijkt de telefoon te zijn waarmee Ali belde in de zomer dat ze verdween. Spencer hoort over Mrs. Grunwald, de strenge voormalige huisbewaarster, die om onduidelijke redenen is ontslagen. Hanna wil intussen het probleem met het pistool zelf oplossen en gaat het bos in om het pistool te begraven. Wanneer ze daarmee bezig is wordt ze ineens omsingeld door politieagenten, terwijl de rest van de Liars ge-sms't worden door "A", die hier verantwoordelijk voor is. |                               |                  |                                                       |                               |  |
| 77 (4-06) | Under the Gun                 | Wendey Stanzler  | Lijah J. Barasz                                       | 16 juli 2013                  |  |
| Hanna's pistool wordt getest om te zien of Wilden ermee neergeschoten is. Connor, een vriend van Mike, wil Aria zoenen en wanneer ze hem afwimpelt praat hij op school over haar en Ezra. Aria wordt kwaad en confronteert Connor, maar hij zegt dat iedereen het weet. Ezra legt hem het zwijgen op. Mona komt erachter dat Toby degene was die het "A" busje wegkaapte en aan "A" gaf, en vertelt het de Liars, ook dat Spencer er van wist. Toby en Spencer gaan naar Ravenswood om Mrs. Grunwald te vinden, die echter niet mee wil werken. Ze zien daar ook Shana, die net Emily's plek in het zwemteam heeft overgenomen, in Jenna's auto stappen. De test met het pistool wijst uit dat het 't wapen is waar Wilden mee vermoord is en Ashley wordt gearresteerd. Ook Emily wordt ondervraagd wanneer er een video gevonden wordt waarin een persoon in een rode jas met een masker van haar gezicht verschijnt. Als laatste zien we "A" met een Emily masker op autobedrading doorknippen. |                               |                  |                                                       |                               |  |
| 78 (4-07) | Crash and Burn, Girl!         | Ron Lagomarsino  | Bryan M. Holdman                                      | 23 juli 2013                  |  |
| Spencers moeder is Ashleys advocaat. Het ziet er niet best voor haar uit, ze kan veroordeeld worden wegens doodslag of zelfs moord. Emily steelt de sleutel van Wildens appartement van haar moeders bureau bij de politie en onderzoekt deze met Aria en Spencer. Ze vinden een doos met verrot vlees en een briefje: "Kan niet wachten om je op onze barbecue te zien. -Kusjes A". Toby en Caleb besluiten samen antwoorden te zoeken en traceren de aansteker die bij Toby was gelegd terug naar Nigel Wright, een vliegveldmedewerker die betaald werd om een nep vluchtplan te maken voor CeCe Drake de nacht van de brand. Caleb steelt zijn telefoon. Mike wordt beschuldigd van het kapotmaken van Connors auto maar Ezra laat zijn tanden zien en weet hem vrij te pleiten. Pam wordt met onbetaald verlof naar huis gestuurd van haar werk wanneer de sleutel van Wilden kwijt blijkt te zijn. Die nacht wanneer ze in de woonkamer zit rijdt er een auto naar binnen en ze ontsnapt ternauwernood. |                               |                  |                                                       |                               |  |
| 79 (4-08) | The Guilty Girl's Handbook    | Janice Cooke     | Jan Oxenberg                                          | 30 juli 2013                  |  |
| Pam en Emily verblijven tijdelijk in een motel nu hun huis gerenoveerd moet worden. Er zat niemand in de auto die naar binnen reed. Ashley wordt borg ontzegd, en Hanna besluit om haar grootste leugen ooit te vertellen: dat zij WIlden vermoord heeft. Ze vraagt Mona haar te helpen een perfect verhaal in elkaar te draaien. Spencer ontdekt dat Eddie Lambs originele verklaring rond Toby's moeders dood veranderd is door WIlden in het uiteindelijke rapport. Veronica ontvangt een telefoontje dat iedereen verbijstert; Mona heeft de moord op WIlden bekend, precies volgens het verhaal dat ze met Hanna geoefend heeft. |                               |                  |                                                       |                               |  |
| 80 (4-09) | Into the Deep                 | Chad Lowe        | Jonell Lennon                                         | 6 augustus 2013               |  |
| Mona's bekentenis zorgt ervoor dat Ashley op borgtocht vrij komt. Ze heeft wel huisarrest. Er is niet genoeg bewijs voor Mona's beweringen en ze wordt weer onder toezicht geplaatst in Radley. Tijdens een surprise feestje dat Paige geeft voor Emily, verdrinkt Jenna bijna in het meer; iemand heeft haar een klap gegeven en erin geduwd. Shana vertelt eindelijk aan Spencer voor wie Jenna bang is: CeCe Drake. Ashley en Ted beginnen weer met daten en Emily en Paige beseffen dat ze volgend jaar mijlen van elkaar verwijderd zullen zijn op verschillende scholen, wat hun relatie onder druk zet. Aria en Jake groeien dichter naar elkaar toe, wat Ezra lijkt te ergeren. Maggie vertelt hem dat ze gaat studeren aan de andere kant van het land en Malcolm meeneemt. Ze krijgen hier ruzie over en Ezra vraagt Veronica om advies; hij wil de voogdij over Malcolm krijgen. We zien Red Coat naar binnen sluipen in het huis van de DiLaurentis familie door een geheime opening. |                               |                  |                                                       |                               |  |
| 81 (4-10) | The Mirror Has Three Faces    | Zetna Fuentes    | Maya Goldsmith                                        | 13 augustus 2013              |  |
| Mrs. DiLaurentis biedt Emily en Pam een logeerplek bij haar thuis aan, wat Emily niet ziet zitten. Hanna zegt dat ze op die manier wel goed de DiLaurentis familie in de gaten kan houden en ze geeft uiteindelijk toe. Ezra doet een vaderschapstest en komt erachter dat Malcolm niet echt zijn zoon is, wat zijn hart breekt. Mona weet iets over Wren, wat ervoor zorgt dat ze hem "niet langer vertrouwt". Spencer en Toby proberen meer te weten te krijgen van Dr. Palmer over "het blonde meisje" en komen erachter dat hij een Mrs. DiLaurentis kent. Hanna en Spencer vragen Jessica ernaar, en ze geeft toe zijn raad te hebben gevraagd over de vriendschap tussen Alison en CeCe. In een flashback zien we over een stunt die de twee uithaalden waarbij CeCe deed alsof ze Alison was, wat uit de hand liep. Dr. Palmer noemde hun vriendschap "giftig" en Ali's moeder verbood haar CeCe nog te zien. Aria komt erachter dat CeCe van school werd gestuurd doordat Alison haar de schuld van een ongeluk gaf. In de kelder vinden Jessica en Emily de plek waar iemand (waarschijnlijk Red Coat) zich schuilhield en een tijd gewoond moet hebben. Emily ziet gaatjes in het plafond, waardoor ze weet dat ze bespied werd. Als laatste zien we "A" die Ashleys modderige schoen neerlegt in de puin van Emily's vernielde huis. |                               |                  |                                                       |                               |  |
| 82 (4-11) | Bring Down the Hoe            | Melanie Mayron   | Oliver Goldstick & Francesca Rollins                  | 20 augustus 2013              |  |
| De schoen die "A" in Emily's huis plantte wordt gevonden door de politie, wat Ashley weer verdacht maakt. Hanna vindt een envelop met duizenden dollars in haar kluisje met een briefje dat ze haar moeder met het geld moet helpen. Het blijkt afkomstig te zijn van ene Travis, die kan bewijzen dat Ashley al weg was toen de schoten klonken die Wilden doodden. Hij zag een blonde vrouw wegrennen door het bos. Uiteindelijk weet Hanna hem te overtuigen het de politie te vertellen. Emily herinnert zich dat Alison haar vertelde dat ze relaties uitmaakte voor vriendinnen die het niet durfden en dat iemand haar daarna ooit bedreigde met een pistool. CeCe blijkt Red Coat te zijn; haar appartement is bekleed met foto's van de Liars en Alison en de rode jas hangt over haar stoel. Later luistert ze een conversatie af tussen Ezra en Aria, wanneer hij zijn problemen met Malcolm bij haar uitstort. Tijdens een schoolfeest krijgen Toby en Spencer ruzie wanneer hij te weten komt dat zij haar vriendinnen verteld heeft over zijn deals met "A". Hij loopt woedend weg, een nieuwe aanwijzing van "A" volgend. Spencer waarschuwt hem dat hij "A" niet kan vertrouwen en stuurt Caleb achter hem aan. Die weet hem net op tijd weg te krijgen wanneer de politie eraan komt; "A" heeft Toby in de val proberen te lokken. |                               |                  |                                                       |                               |  |
| 83 (4-12) | Now You See Me, Now You Don't | Norman Buckley   | I. Marlene King & Bryan M. Holdman                    | 27 augustus 2013              |  |
| "A" stuurt de Liars een aantal angstaanjagende pakketjes, waardoor ze denken dat Mona in gevaar is en dat "A" ze naar een goochelshow in Ravenswood wil leiden. Caleb en Toby gaan op zoek naar Mona en de meiden gaan naar Ravenswood. Aria wordt uit het publiek gehaald om te assisteren bij een goocheltruc, maar wanneer die afgelopen is blijkt dat Emily is verdwenen. Die wordt intussen wakker in een houten kist met een angstaanjagend geluid van een zaag die steeds dichterbij komt. Ze belt de anderen en die vinden haar dankzij de GPS op haar telefoon in een houtzagerij. Red Coat stopt de zaag voordat Emily in haar kist doormidden wordt gezaagd en de meiden gaan achter haar aan. Dan blijkt er een tweede Red Coat te zijn; Spencer gaat achter de eerste aan en Aria raakt in gevecht op de trap met de tweede; het blijkt CeCe te zijn. Ze valt van de trap naar beneden en lijkt bewegingloos, maar is verdwenen wanneer de Liars de plek waar ze viel bereiken. Spencer neemt de anderen mee naar de plek waar de eerste Red Coat haar mee naartoe nam: "A"'s hoofdkwartier, behangen met foto's van Alison en de Liars. Ze denken dat de tweede Red Coat Alison was, die hen wil helpen. Nu ze bewijs vinden dat "A" naar het "Memorialfeest" van Ravenswood gaat en dat "A" ook Alison in de gaten houdt, besluiten de meiden ook te gaan en Alison te vinden vóór "A" dat doet. Ook vinden ze een aantal maatpakken in een kast; het lijkt erop dat "A" een man is. Wanneer ze naar het feest willen gaan worden ze gestopt door Mrs. Grunwald die hen een schokkende onthulling doet: Alison is inderdaad nog in leven en heeft jaren geleden de hulp van Mrs. Grunwald ingeroepen omdat er iemand achter haar aan zat. De nacht dat ze verdween reed Mrs. Grunwald langs haar huis en zag de hand uit de aarde komen die zij greep. Ze bevrijdde Alison en reed haar naar het ziekenhuis, maar toen ze haar uit de auto wilde halen nadat ze naar binnen was geweest, was Ali verdwenen. Ze waarschuwt de meiden weg te gaan omdat "hij" hen in de gaten houdt, in de hoop dat ze "hem" naar Alison brengen. Caleb en Toby zijn erachter gekomen dat Wren met Melissa mee is gegaan naar Londen en dat Mona naar Shana is gegaan. Caleb stapt op de bus naar Ravenswood om bij Hanna te zijn en "A"'s computers te hacken. De meiden besluiten toch naar het feest te gaan. Dan zien we een donkere figuur "A"'s hoofdkwartier binnenlopen. De figuur ziet dat er iemand in zijn kamer geweest is en slaat zijn vuist woest tegen de open kast; het is Ezra Fitz. Als laatste zien iemand in een kostuum met gasmasker die zich klaarmaakt voor het feest.                                       |                               |                  |                                                       |                               |  |
| 84 (4-13) | Grave New World               | Ron Lagomarsino  | Joseph Dougherty & Oliver Goldstick & I. Marlene King | 22 oktober 2013               |  |
| De Liars gaan naar het Founder's Day Memorial feest op het kerkhof in Ravenswood om Ali te vinden. Ezra volgt hen, gekleed in een kostuum met gasmasker. De meiden zien Red Coat richting een graftombe rennen en volgen haar. Ze vinden een doorgang achter een beeld die naar een ondergrondse tunnel leidt. Ze gaan naar binnen en ineens gaat de opening achter hen dicht. Hanna raakt de anderen kwijt in de gangen en vindt een trap die naar een deur leidt. Ze komt terecht in een oud, statig huis terwijl ze wordt gevolgd door iemand met een gasmasker. Ze vindt een soort telefooncel maar wordt erin opgesloten van buitenaf. Door het wazige glas ziet ze lichtjes en verschijningen, waaronder Ali's gezicht en degene met het gasmasker. Dan wordt ze eruit gehaald door Miranda, wier oom in het huis woont. De andere Liars hebben intussen ook de deur gevonden en horen door het huis de stem van Alison om hulp roepen. Spencer rent vooruit en Aria en Emily raken haar kwijt. Spencer vindt de man met het gasmasker en ze vechten kort; ze verwondt zijn hand maar wordt zelf knock out geslagen en hij vlucht. Aria en Emily vinden haar en nu volgen ze gedrieën Ali's stem naar een kamer. De stem blijkt van een grammofoonplaat te komen. Mrs. Grunwald komt binnenlopen en herkent de opname als een van haar sessies met Alison die kort tevoren gestolen is. Ze vertelt de meiden dat ze het nare voorgevoel heeft degene die achter Ali aanzit dat een van hen drieën heeft "aangeraakt". Ze gaan terug naar Spencers auto maar de banden blijken doorgesneden te zijn. Hanna heeft intussen de uitgang en Caleb gevonden (die voorlopig in Ravenswood blijft), en komt net bij de auto aan wanneer Ezra de Liars een lift aanbiedt. Hij zet hen af in Rosewood en net wanneer hij weg is zien ze Red Coat de hoek om rennen. Ze gaan erachteraan en Red Coat stopt bij Spencers schuur. Ze draait zich om en het is Alison. Ze zegt dat ze niet veel tijd heeft omdat Rosewood niet veilig is voor haar. Ze wil wel thuiskomen maar heeft hulp nodig. Spencer wil weten voor wie ze zo bang is maar Ali vraagt aan Hanna: "Weet je nog wat ik je vertelde in het ziekenhuis?" Dan horen ze iemand aankomen en een doodsbange Alison verdwijnt. Ezra komt aanlopen (één hand in zijn zak) en zegt dat Aria haar telefoon is vergeten. Ze staren vervolgens allemaal naar de plek waar Alison net nog stond. In deze aflevering wordt een begin gemaakt met de serie "Ravenswood". Caleb ontmoet Miranda in de bus naar Ravenswood, die op zoek is naar haar oom en rond diens huis op vreemde zaken stuit. Caleb blijft op aanraden van Hanna in Ravenswood om haar te helpen het uit te zoeken. |                               |                  |                                                       |                               |  |
| 85 (4-14) | Who's in the Box?             | Chad Lowe        | Joseph Dougherty                                      | 7 januari 2014                |  |
| Nu Alison echt in leven blijkt te zijn gaan de Liars op zoek naar antwoorden. Hanna heeft de theorie dat er een ander vermoord meisje in Alisons graf moet liggen en begint een onderzoek naar andere vermiste meisjes in de buurt. Ze komt uit bij ene Sara, en ontmoet samen met Emily twee van Sara's vriendinnen. Mona heeft een gesprek met Ezra. Toby en Spencer vertellen Spencers vader over het bewijs dat Toby's moeder geen zelfmoord gepleegd heeft en hij denkt dat ze Radley kunnen sluiten met deze informatie. Ashley krijgt een baan bij Jessica DiLaurentis en Caleb komt terug uit Ravenswood. Hij vertelt Hanna echter dat hij wel weer terug moet maar blijft vaag over de reden. Hanna vermoedt dat hij voor Miranda is gevallen. Ezra en Aria blazen hun romance nieuw leven in en gebruiken een afgelegen blokhut als ontmoetingsplaats. Wanneer de Liars bij Alisons graf zijn, onthult Hanna dat ze sinds Ravenswood al Ali's dagboek bij zich heeft. Als laatste zien we "A" een geheim luik openen in Ezra's blokhut. |                               |                  |                                                       |                               |  |
| 86 (4-15) | Love ShAck, Baby              | Norman Buckley   | Lijah J. Barasz                                       | 14 januari 2014               |  |
| De Liars willen Ali's dagboek gebruiken om haar te vinden en erachter te komen waarom ze niet terug wil komen. Er staan verhalen in over elk van hen, al zijn ze gedeeltelijk verzonnen en gebruikte Alison andere namen. Emily is het meest aangedaan en gekwetst door wat Alison schrijft. Ze krijgt een briefje van Ali om haar te ontmoeten bij de 'Kissing Rock', maar Ali komt niet opdagen. Travis vertelt Hanna dat de politie CeCe gespot heeft op het station in Maryland. Spencer wantrouwt haar vader en zijn bedoelingen wanneer ze merkt dat hij weer contact heeft met Jessica DiLaurentis. De Liars komen erachter dat Ali schreef over een herberg in Killingworth en besluiten er met Emily's auto heen te gaan. Terwijl ze onderweg zijn komt Ezra langs bij Hanna's moeder. Terwijl zij een telefoongesprek voert sluipt hij naar Hanna's kamer en doorzoekt haar tas en computer, waar hij iets bekijkt dat lijkt op een trace van Emily's auto. Intussen blijkt Emily's GPS niet te kloppen, en dan hapert de auto en stopt ermee. Hanna belt Travis om hen te helpen maar hij kan er pas over twee uur zijn. Aria beseft dat Ezra's blokhut vlak bij is en leidt de meiden erheen met de smoes dat het huis van haar oom is. Ezra, in het zwart gekleed, arriveert ook bij de blokhut. Hanna biecht intussen op dat een van Ali's verhalen gaat over haar en Mike, ze hebben een keer gezoend. Ze vertelt eindelijk aan haar vriendinnen dat Caleb haar verlaten heeft. Wanneer ze met Emily naar buiten gaat om een signaal te zoeken zodat ze Travis kan bellen, gaan Aria en Spencer lakens zoeken in een andere kamer. Daar worden ze plotseling opgesloten. Ze zien door het sleutelgat "A" door de kamer lopen. Wanneer Emily en Hanna hun gegil horen en hen bevrijden, is "A" verdwenen, samen met Ali's dagboek. Travis brengt hen thuis. We zien "A" in een GPS-systeem hacken. Zou hij verantwoordelijk zijn voor Emily's defecte GPS? |                               |                  |                                                       |                               |  |
| 87 (4-16) | Close Encounters              | Arthur Anderson  | Jonell Lennon                                         | 21 januari 2014               |  |
| De Liars proberen Ali's dagboek terug te krijgen. Aria maakt het uit met Jake, hoewel het haar hart breekt. Jake ziet vervolgens Ezra schreeuwen en dreigend doen tegen een vrouw in een auto, wat hij aan Aria vertelt. Aria zegt dat Ezra die avond in Philadelphia was, maar begint toch te twijfelen aan Ezra's oprechtheid. Wanneer ze hem confronteert, liegt hij dat het Maggies advocaat was, omdat hij Malcolm niet mag zien. Shanna bezoekt Emily en vertelt dat zij en Ali al vriendinnen zijn sinds hun derde levensjaar, en dat ze Jenna bevriende om haar voor Ali in de gaten te houden. Ze zegt dat Emily Ali's favoriet was, en dat Ali met Emily wil afspreken, mits ze het niemand vertelt. Emily bespreekt dit met Spencer die zegt dat Shanna niet te vertrouwen is, maar Emily gaat toch en praat met Alison. Maar wanneer iemand binnenkomt (wat later Spencer blijkt te zijn), is Alison doodsbang en vlucht. Hanna en Travis zoenen, en Hanna zegt over Caleb heen te zijn. Spencer komt erachter dat Jessica DiLaurentis in het bestuur van Radley zit en wil Toby waarschuwen op zijn moeders zaak niet op te geven, maar hij heeft de papieren van haar vader al getekend en wil het achter zich hebben. |                               |                  |                                                       |                               |  |
| 88 (4-17) | Bite Your Tongue              | Arlene Sandford  | Oliver Goldstick & Maya Goldsmith                     | 28 januari 2014               |  |
| Spencer raakt geobsedeerd door het vinden van "A", en slikt pillen die ze krijgt via Andrew om wakker te blijven. Aria wil alles weten over de relatie tussen Mike en Mona, en ondervraagt zelfs hun begeleidingstherapeut op school. Spencer komt uit Ali's dagboek te weten dat "Board Shorts" in een pub vlak bij Hollis bramentaart met bier bestelde, samen met Alison. Ze besluit de pub te bezoeken en ziet daar Ezra, met bramentaart en bier genaamd "Board Shorts" voor zich. Wayne, Emily's vader, is ongerust om haar en vraagt Ezra een oogje in het zeil te houden. Wanneer Emily door "A" wordt achtervolgd in school sluit ze zich op in de kopieerkamer en schreeuwt uit het raam om hulp. Haar vader redt haar door naar boven te klimmen en haar mee naar beneden te nemen, maar krijgt dan een soort hartaanval. Hij wordt meegenomen naar het ziekenhuis en het blijkt dat hij een hartaandoening heeft. Diezelfde avond wordt Hanna, na een bezoek aan de tandarts, wakker in de tandartsstoel na sluitingstijd. Thuis vindt ze, met de andere Liars, een briefje verstopt in haar kies: "Ik zei het je. Dode meisjes lachen niet. Stop met zoeken. -A" |                               |                  |                                                       |                               |  |
| 89 (4-18) | Hot For Teacher               | Tripp Reed       | Bryan M. Holdman                                      | 4 februari 2014               |  |
| Spencer raakt steeds meer verslaafd en koopt nu pillen van iemand anders. Het valt de andere Liars op dat ze vreemd doet. Shana vraag Emily om geld voor Alison te halen dat verstopt zit in haar oude kamer. Wanneer Shana naar Emily gaat om het geld op te halen, wordt ze aangevallen door iemand in haar auto. Aria brengt het weekend door met Ezra in zijn afgelegen blokhut, wat de anderen niet weten. In de kelder blijkt Ezra een uitgebreid spioneersysteem te hebben waarmee hij alle Liars volgt. Hij maakt daar gebruik van wanneer Aria boodschappen doet. Hij ziet hoe Hanna en Spencer voor zijn deur staan en zijn appartement binnen willen gaan, hij kan ze alleen niet horen. Spencer realiseert zich dat hij toekijkt wanneer ze het rode lampje ziet, en doet alsof ze luistert naar Hanna en van haar plan afziet. Later vertellen ze alles aan Emily en komen tot de conclusie dat ze Aria pas vertellen van hun "Ezra is A"-theorie wanneer ze het zeker weten. Alison heeft intussen haar geld niet gekregen en belt een verwarde Shana op, die wakker is geworden in haar auto aan de rand van Rosewood, met een bedreigend bericht voor haar neus. Ze zegt dat ze Ali niet kan helpen en gaat ervandoor. Als laatste zien we dat "A" in het bezit is van het persoonlijke briefpapier van Wren Kingston, M.D. |                               |                  |                                                       |                               |  |
| 90 (4-19) | Shadow Play                   | Joseph Dougherty | Joseph Dougherty                                      | 11 februari 2014              |  |
| Spencer, Emily en Hanna doorzoeken Ezra's klaslokaal en vinden Ali's dagboek, dat Spencer mee naar huis neemt. Aria is nog steeds samen met Ezra. Spencer is nu zo lang wakker door haar pillen, dat ze in een soort trance raakt die haar hallucinaties bezorgt. Haar gedachten spelen zich nu af in een zwart-witfilm uit de jaren 40. In haar fantasie zien we onder andere hoe Toby Spencer beschuldigt van geheimen, hoe Alison Spencer confronteert met haar pilgebruik en Ezra die tegen Aria fluistert dat hij weet dat Alison nog leeft. Toby vertelt haar nog dat ze goed naar de pagina's van Ali's dagboek moet kijken en dan komt ze weer bij. Ze komt erachter dat er kleine dingen in veranderd zijn omdat ze de vorige keer foto's van de bladzijdes heeft gemaakt. Ze vertelt dit aan Hanna en Emily, en nu weten ze dat het Ezra's bedoeling was dat ze het dagboek vonden. Hij weet dus dat zij van hém weten. Ze besluiten Aria direct te waarschuwen, maar bij haar huis aangekomen zien ze hoe ze Ezra aan het zoenen is. |                               |                  |                                                       |                               |  |
| 91 (4-20) | Free Fall                     | Melanie Mayron   | Maya Goldsmith                                        | 18 februari 2014              |  |
| Nu Ezra weet dat Spencer een bedreiging voor hem is, besluit hij haar ongeloofwaardig te maken. Hij vertelt Aria over haar pilverslaving en geeft haar documenten die vermelden dat het eerder gebeurd is. Voordat de Liars Aria kunnen vertellen over Ezra, laat Aria de documenten aan Hanna en Emily zien. Ze confronteren Spencer en die schiet uit haar slof over dat Ezra "A" is, maar de twijfel over haar geloofwaardigheid is al toegeslagen bij de anderen. Mike en Mona groeien dichter naar elkaar toe, en Mona vertelt Ezra dat ze hem niet meer wil helpen. Aria is toch onzeker geworden en gaat naar Ezra's blokhut om die te onderzoeken. Ze vindt een manuscript van Ezra over Alison, waaruit blijkt dat hij een relatie met haar had. Ze is verbijsterd en rent weg, maar Ezra houdt haar tegen. Intussen zetten Emily, Spencer en Hanna een val voor "A", door te doen alsof ze het geld voor Alison overdragen op een bepaalde plek, maar zij zijn degenen die uiteindelijk in de val zitten. Ezra vertelt Aria dat hij vanaf het begin wist wie ze was, dat hij Alison kende en dat hij Aria en haar vriendinnen al die tijd volgde omdat hij een boek over Alison aan het schrijven is. Hij zegt dat hij ondanks alles echt van haar houdt, maar Aria gelooft hem niet. Ze wil het hele manuscript lezen maar Ezra slaat het uit haar handen en het valt in de afgrond. In de laatste scène zien we dat de bladzijdes opgepakt worden door iemand in het zwart gehuld. |                               |                  |                                                       |                               |  |
| 92 (4-21) | She's Come Undone             | Chad Lowe        | Jonell Lennon                                         | 25 februari 2014              |  |
| Aria vertelt de anderen dat Ezra denkt dat een van hen "A" is. Spencers verslaving is aan het licht gekomen en ze belooft haar ouders en Toby zelf af te kicken, en anders gaat ze naar rehab. Aria is in een zeer emotionele staat, en vernielt Ezra's appartement wanneer hij niet thuis is. Haar vriendinnen halen haar op, en Spencer neemt snel wat papieren mee die op de grond liggen. Shana vraagt Emily om het geld voor Ali in naar P.O. Box te posten, maar Paige volgt haar en confronteert haar. Emily vertelt Paige dat Ali nog leeft, en Paige geeft haar een ultimatum; als Emily doorgaat met communiceren met Alison maakt ze het uit. Detective Holbrook helpt Hanna en ze bedankt hem met een ongemakkelijke kus. Spencer heeft het intussen moeilijk met het afkicken en "A" laat een busje pillen in haar kluisje achter. Ze neemt ze in nadat ze erachter gekomen is dat haar vader een detective inhuurde om haar te volgen. Dit laat haar geloven dat zij misschien degene was die Ali kwaad deed de avond dat ze verdween, omdat ze zich weinig herinnert want toen nam ze ook pillen. In een wanhopige staat gaat ze naar Mrs. DiLaurentis en eist de waarheid over die nacht, want ze kwam erachter dat die haar gezien had. Mrs. DiLaurentis eist haar vertrek omdat ze zich zo vreemd gedraagt en Spencers ouders hebben het gehad. Hanna stopt Aria net op tijd als ze de schooldirecteur van haar relatie met Ezra wil vertellen, en Paige laat een briefje achter bij de politie waarin staat dat Alison nog leeft. |                               |                  |                                                       |                               |  |
| 93 (4-22) | Cover For Me                  | Michael Grossman | Bryan M. Holdman                                      | 4 maart 2014                  |  |
| Aria zet de bloemetjes buiten in Syracuse om haar zorgen te vergeten en brengt haar tijd en nachten door met een muzikant genaamd Riley. Spencer wordt door haar afkickcoach Dean streng onder controle gehouden. Hanna wordt ondervraagd door Holbrook en Tanner nu zij een briefje hebben gekregen waarin staat dat Alison nog leeft. Emily komt erachter dat Mona Ezra hielp met zijn boek; in ruil voor haar hulp zou hij haar illegale praktijken niet publiceren. Mona wil Ezra echter niet meer helpen omdat ze voor Mike is gevallen, maar verbreekt toch hun relatie om hem er niet bij te betrekken. Spencer vindt modderige aarde in haar bed met een briefje van "A" die haar beschuldigt Alisons graf te hebben gegraven. Ze herinnert zich af en toe dingen van de nacht dat Ali verdween, dingen die ze vergeten was omdat ze toen ook onder de invloed van pillen was, onder andere hoe ze achter Ali aanrende met een schop in haar handen. Aria eist van Ezra dat hij Rosewood verlaat, maar hij vraagt haar eerst zijn manuscript te lezen. Aria vertelt de anderen dat uit het manuscript blijkt dat Ezra denkt dat Mrs. DiLaurentis "A" is. Emily komt erachter dat Paige het briefje aan de politie heeft geschreven, en wanneer Spencer naar bed gaat zien we Mrs. DiLaurentis rondsluipen in haar slaapkamer. |                               |                  |                                                       |                               |  |
| 94 (4-23) | Unbridled                     | Oliver Goldstick | Oliver Goldstick & Maya Goldsmith                     | 11 maart 2014                 |  |
| Holbrook vertelt Jessica DiLaurentis dat ze Alisons lichaam op gaan graven, iets wat haar niet bevalt. Emily heeft haar vertrouwen in Paige verloren en beëindigt hun relatie. Ella is terug uit Oostenrijk met het nieuws dat Zack haar ten huwelijk heeft gevraagd. Jason is terug in Rosewood om bij zijn moeder te zijn. Hij vertelt Emily dat Jessica Spencer al niet vertrouwde voordat Ali verdween. Ashley helpt Jessica met een bruidsmodehow voor het goede doel, en vindt een tas met pas gekochte kleding op Ali's oude kamer. Wanneer ze dit aan Hanna vertelt geeft Hanna haar en de Liars op als vrijwilligers voor de show, zodat ze in het DiLaurentis huis kunnen rondneuzen. Emily en Hanna vinden in Ali's slaapkamer het wachtwoord voor het e-mailadres dat op een post-it op haar geld geplakt zat, en nemen zo contact op met Ali. Ali vertelt de meiden dat ze naar Philadelphia moeten komen. Spencer ziet Jessica in de tuin, bij het begin van het bos iets geven aan iemand en probeert die persoon te volgen. Ze geeft het op wanneer haar jurk vast komt te zitten in een berenklauw en rent terug naar het huis waar de andere Liars haar helpen haar jurk uit te doen. Aan de binnenkant van haar sjerp zitten vingerbotjes genaaid met een dreigbriefje van "A". De meiden rijden naar Philadelphia om Alison te zien, maar zijn verbaasd als ze daar iemand ontmoeten die we niet kunnen zien. Als laatste zien we "A" die CeCe Drake opgespoord heeft en de politie belt. |                               |                  |                                                       |                               |  |
| 95 (4-24) | A is for Answers              | I. Marlene King  | I. Marlene King                                       | 18 maart 2014                 |  |
| Holbrook ondervraagt CeCe Drake die is gearresteerd voor de moord op Wilden. Ze probeert een deal te sluiten door bewijs te leveren dat Alison nog leeft. Noel Kahn brengt de vier Liars naar een appartement boven een bar, waar ze Alison ontmoeten. Die vertelt vervolgens haar kant van het verhaal van de nacht waarin ze verdween. De Liars komen zo een aantal nieuwe dingen te weten. Ten eerste heeft Ali de filmpjes van Ians laptop op USB stick gezet toen ze een weekend in Hilton Head waren. Ook ontmoette Ali Ezra in een bar samen met CeCe, en ze liet hem geloven dat ze student was. Ze werd al langere tijd getreiterd door "A", en gebruikte de N.A.T. filmpjes van Ian als chantagemiddel om erachter te komen wie "A" was. Ze was er zeker van dat ze de plaaggeest zou ontmoeten op die noodlottige nacht, en sloop de schuur uit nadat de Liars in slaap gevallen waren doordat ze iets in hun drinken had gedaan. Alleen Spencer sliep niet omdat ze toen de amfetamine pillen gebruikte. Spencer achtervolgde Ali en ze maakten ruzie, maar Spencer was niet degene die Alison neersloeg. Later die nacht liep Alison richting haar huis, zag haar moeder voor het raam die ineens schrok, en werd toen van achteren door iemand neergeslagen. Wanneer ze bij bewustzijn komt ziet ze dat haar moeder haar begraaft maar kan zich niet bewegen om te laten zien dat ze niet dood is. Intussen in Rosewood is Melissa terug uit Londen en de families van de Liars worden door de politie ondervraagd omdat de meiden al sinds de bruidsmodeshow vermist zijn. Melissa vertelt haar vader dat Spencer niet degene was die het meisje in Ali's graf vermoord heeft en fluistert vervolgens iets mysterieus in zijn oor. "A" breekt in in Alisons appartement boven de bar en de meiden rennen naar het dak, waar Ezra plotseling opduikt en met "A" vecht. Hij wordt in zijn buik geschoten en Hanna weet het pistool te bemachtigen. De Liars dwingen "A" het masker af te doen maar deze springt van het dak naar een ander dak en is ervandoor voordat ze iets kunnen doen. Intussen ligt Ezra met een schotwond leeg te bloeden op het dak en Aria is in alle staten. Dan zien we het lichaam van Jessica DiLaurentis dat door een tuin gesleept en in een graf gegooid wordt. Iemand, waarschijnlijk "A", begraaft haar. |                               |                  |                                                       |                               |  |

### Seizoen 5
| Nr. | Titel                                       | Regisseur        | Schrijver(s)                         | Uitzenddatum Verenigde Staten | |
| --- | ------------------------------------------- | ---------------- | ------------------------------------ | ----------------------------- | --- |
| 96 (5-01) | EscApe From New York                        | Norman Buckley   | I. Marlene King                      | 10 juni 2014                  | |
| In New York, terwijl Ezra nog in levensgevaar is, bedenken de Liars een plan om "A" weg te houden van Ezra in het ziekenhuis, maar dat mislukt. Melissa staat onder druk door een geheim uit haar verleden. De Liars brengen de nacht door in een leeg theater van Ezra's familie, waar Alison hen heen brengt. Het wordt duidelijk dat CeCe naar Frankrijk is vertrokken, geholpen door Alison. Ali legt uit dat CeCe zich één keer kleedde als "Red Coat" om "A" af te leiden zodat Emily niet in stukjes gezaagd werd. Wanneer Mona hoort dat Ali terug is, verzamelt ze een groep mensen om zich heen die allemaal ooit getreiterd of gepest zijn door Alison, waaronder Lucas, Melissa en Paige. Intussen blijkt Ezra Shana te herkennen als "A", en hij weet het Aria duidelijk te maken, die meteen naar het theater vertrekt. Daar ziet ze Shana in zwarte "A" kledij, die een pistool op Alison gericht houdt en zegt Alison te willen doden als wraak voor Jenna's blindheid. Ze is verliefd op Jenna. Aria weet Shana van het podium te duwen, maar doodt haar hierdoor wanneer haar hoofd de grond raakt. |                                             |                  |                                      |                               | |
| 97 (5-02) | Whirly Girlie                               | Joanna Kerns     | Oliver Goldstick                     | 17 juni 2014                  | |
| De meiden zijn terug in Rosewood en proberen de gebeurtenissen in New York een plek te geven. Aria worstelt met haar schuldgevoel over Shana's dood, en de rest probeert Ali's terugkomst in hun wereld in te passen. Ali laat de wereld geloven dat ze twee jaar lang ontvoerd is geweest en de rest van de Liars moet erin meegaan. Toby komt terug uit Londen en zegt dat Melissa daar niet was. Hanna en Emily vertrouwen Jason niet en volgen hem naar Philadelphia. Het lijk van Jessica DiLaurentis wordt ontdekt. |                                             |                  |                                      |                               | |
| 98 (5-03) | Surfing the Aftershocks                     | Chad Lowe        | Joseph Dougherty                     | 24 juni 2014                  | |
| De meiden proberen Alison te troosten nadat haar moeders lichaam gevonden is. Aria vertelt Ezra uiteindelijk over Shana. Paige en Emily helpen samen een nieuw meisje, Sydney, met trainen voor het zwemteam en sluiten weer vriendschap. Hanna worstelt met haar zelfbeeld nu Alison terug is en probeert zich tegenovergesteld te kleden en te gedragen. Intussen wil Spencer weten of Jason iets met zijn moeders dood te maken heeft, maar haar vader en Melissa belemmeren haar zoektocht naar antwoorden. |                                             |                  |                                      |                               | |
| 99 (5-04) | Thrown from the Ride                        | Janice Cooke     | Maya Goldsmith                       | 1 juli 2014                   | |
| Alison komt erachter dat de andere Liars haar niet meer blind volgen en vertrouwen. Iedereen is nieuwsgierig naar wat er met haar gebeurd is, terwijl Mona haar anti-Alileger mobiliseert. Aria raakt geobsedeerd door Shana's dood nadat ze haar begrafenis online gezien heeft, en zoekt troost bij Ezra. Alison liegt door over de gebeurtenissen van de afgelopen twee jaar, onder andere over een wond op haar been. Veronica vertelt Spencer dat Jessica DiLaurentis naar de politie wilde gaan om Spencer aan te geven na Ali's verdwijning. Ze dacht dat Spencer Ali iets had aangedaan, maar Peter bedreigde Jessica en ze zag ervan af. Vanaf toen is Veronica argwaan naar Peter toe gaan koesteren. Ali vertelt Spencer vervolgens dat haar moeder Losartan in haar lichaam had, een middel tegen hoge bloeddruk, terwijl ze een lage bloeddruk had. Wanneer Spencer Losartan in het medicijnkastje ziet staan op naam van haar vader, begint ze hem te verdenken. Hanna begint weer met stelen. Paige waarschuwt Emily over Mona's legertje, en Emily probeer Ali over te halen om te vertrekken uit Rosewood. Maar Ali wil blijven. |                                             |                  |                                      |                               | |
| 100 (5-05) | Miss Me × 100                               | Norman Buckley   | I. Marlene King                      | 8 juli 2014                   | |
| Alisons eerste dag terug op Rosewood High verloopt moeilijk. Veronica heeft een privédetective ingehuurd die erachter komt dat Melissa en Peter geheimen voor haar hebben en ze vertrekt uit Rosewood. Ze wil dat Spencer meekomt maar die weigert. Aria heeft het nog moeilijk met Shana's dood, helemaal nadat ze Jenna ontmoet heeft. Mona en haar legertje winnen hun eerste slag tegen Alison. Intussen komt Caleb terug naar Rosewood, die erg vaag doet over zijn tijd in Ravenswood en de reden van zijn terugkomst. Emily en Alison hebben een gepassioneerde nacht, net als Aria en Ezra. Wanneer alle Liars en hun partners bij elkaar zitten voor de televisie om te luisteren naar het politiebericht over de identiteit van het meisje in Alisons graf, laat "A" een bom ontploffen in Toby's huis. |                                             |                  |                                      |                               | |
| 101 (5-06) | Run, Ali, Run                               | Norman Buckley   | Jonell Lennon                        | 15 juli 2014                  | |
| Terwijl Toby's huis explodeert en afbrandt krijgen de Liars een sms van "A". Dit betekent dat Shana "A" niet was en de meiden zijn vastbesloten uit te vinden wie "A" wel is, en te zorgen dat Ali niets overkomt. Iemand legt een dode rat in Paiges kluisje wat haar van slag maakt. Caleb heeft zijn tijd in Ravenswood nog niet afgesloten en Ezra probeert alles te weten te komen over het meisje in Ali's graf: Bethany Young. Spencers ouders gaan uit elkaar. De Liars komen erachter dat er een connectie is tussen Mrs. DiLaurentis en Bethany Young via Radley, en Aria gaat daar werken als vrijwilliger om meer te weten te komen. Alison krijgt een sms van "A": "Ik heb je moeder begraven zoals ik ook jou heb begraven". Alison wordt later in haar huis aangevallen door "A" en wordt bijna gewurgd. Emily weet dat te voorkomen en "A" vlucht weg. We zien dat "A" de vrouw in de zwarte sluier is. |                                             |                  |                                      |                               | |
| 102 (5-07) | The Silence of E. Lamb                      | Joshua Butler    | Bryan M. Holdman                     | 22 juli 2014                  | |
| Aria probeert informatie te vinden in Radley over Bethany Young en komt via een gevonden tekening in contact met Rhonda, de voormalige kamergenote van Bethany. Spencer vertrouwt Melissa niet en leent spionage spullen van Ezra om haar in de gaten te houden. Emily's moeder nodigt alle meiden uit voor het diner, maar alleen Alison en Hanna komen. Hanna heeft al een tijdje moeite met Alison en wordt dronken, waarna Emily haar eruit gooit, maar niet voordat Hanna haar duidelijk maakt dat Pam Ali's verhaal over de nepontvoering niet gelooft. Aria vindt een folder met Bethany's naam erop in Rhonda's kamer en neemt hem mee. Eddie ziet dit en belt Ezra. In de folder zitten tekeningen, waaronder een van een vrouw die uit het raam valt, (Toby's moeder?) en Mrs DiLaurentis met duivelshoorntjes en het woord LIAR erbij geschreven. De dronken Hanna komt Sydney tegen in de koffiezaak en Sydney stelt haar allerlei vragen, gebruik makend van Hanna's labiele toestand. Hanna noemt iets dat 'gebeurde in New York', wat niemand mocht weten. Ezra vraagt Aria of ze Eddie gezien heeft, aangezien hij belde voor een ontmoeting maar nooit kwam opdagen. De Liars krijgen een sms van "A", dat Hanna gepraat heeft over New York. |                                             |                  |                                      |                               | |
| 103 (5-08) | Scream for Me                               | Bethany Rooney   | Oliver Goldstick & Maya Goldsmith    | 29 juli 2014                  | |
| Alison wordt weer ondervraagd door Detective Tanner omdat haar ontvoeringsverhaal niet klopt. Spencer en Emily ontdekken dat Jessica Bethany dure cadeaus stuurde en dat Bethany haar "Tante Jessie" noemde. Hanna schrikt als Zack, Ella's verloofde, haar lijkt te versieren. Ze vertelt dit aan Aria maar die wordt boos en gelooft haar niet. Alison logeert voorlopig bij Hanna. Aria hoort in Radley dat Eddie Lamb er niet meer werkt. Emily krijgt de positie aangeboden van Assistent Coach en begint ook Sydney te wantrouwen. Toby heeft een baan als politieagent. Als Hanna thuis komt ziet ze haar moeder en Ali, die vertellen dat er een man met een mes in huis was. Later vertelt Ali aan Hanna dat ze Noel Kahn gevraagd had dit te doen, om haar ontvoeringsverhaal geloofwaardig te maken. |                                             |                  |                                      |                               | |
| 104 (5-09) | March of Crimes                             | Chad Lowe        | Oliver Goldstick & Maya Goldsmith    | 5 augustus 2014               | |
| Spencer moet naar de oogarts en ziet daar Sydney en Jenna die hetzelfde gekleed zijn en dikke vriendjes lijken. Vervolgens ziet ze bij de dokter dat het bord met letters spelt: "C A N U S E E M E Y E T -A". Zach probeert te verkopen dat Hanna met hém flirtte maar niemand gelooft het. Ella verbreekt de verloving en vertelt Aria dat het niet de eerste keer was dat hij ontrouw was. Emily confronteert Sydney en die geeft toe Jenna al jaren te kennen, waarop Emily de vriendschap verbreekt. Alison en Jenna komen elkaar tegen op school en hebben een gesprek. Emily hoort Noel luisteren naar een opgenomen gesprek tussen Shana en Alison en breekt later in zijn auto waar ze foto's van Ali vindt en meeneemt. Later confronteert Noel haar daarmee en zegt dat hij de foto's heeft als een verzekering dat Alison zich niet tegen hem kan keren. Emily zegt ook die verzekering nodig te hebben en weet weg te komen. |                                             |                  |                                      |                               | |
| 105 (5-10) | A Dark Ali                                  | Arlene Sanford   | Lijah J. Barasz                      | 12 augustus 2014              | |
| Alison wordt naar het politiebureau gehaald om haar kidnapper te identificeren. Ze noemt ene Cyrus als de schuldige, die ze in werkelijkheid kent van haar tijd op de vlucht en nu betaald heeft om zich voor te doen als haar kidnapper. Spencer had het bewijs van Noel verstopt in de armleuning van haar stoel, maar dit blijkt te zijn verdwenen. "A" maakt duidelijk het gestolen te hebben. Caleb en Hanna groeien weer naar elkaar en Hanna helpt Caleb te stoppen met drinken. Alison blijft liegen en bedriegen, ook tegen de vier vriendinnen en die laten weten helemaal klaar met haar te zijn, zelfs Emily. Melissa en Spencer hebben een pittig gesprek waarin Melissa Spencer smeekt met haar mee te gaan, weg uit Rosewood omdat het daar niet veilig is. Alison blijkt Cyrus geholpen te hebben met ontsnappen, en geeft hem een vliegticket verkleed als Vivian Darkbloom. Melissa neemt een boodschap op aan Spencer waarin ze zegt "Ik zal je de waarheid vertellen voordat het te laat is." |                                             |                  |                                      |                               | |
| 106 (5-11) | No One Here Can Love or Understand Me       | Larry Reibman    | Joseph Dougherty                     | 19 augustus 2014              | |
| Detective Tanner vraagt de Liars wie zij denken dat Bethany Young vermoord heeft, waaruit blijkt dat ze vermoedt dat de meiden er iets mee te maken hebben. Hanna, Spencer en Toby proberen Caleb op het rechte pad te krijgen en hij vertelt eindelijk zijn verhaal van Ravenswood aan Hanna. Spencer bekijkt de videoboodschap van Melissa, die vertelt dat zij in onwetendheid Bethany levend begraven heeft. Ze zag Spencer die nacht met een schop, en toen, naar wat ze dacht, een dode Alison in het gele topje. Om Spencer te beschermen begroef ze "Alison", die dus uiteindelijk een nog levende Bethany bleek te zijn. Mona vertelt Aria dat Alison achter hen aan zal gaan wanneer ze klaar is met Mona en haar leger. Detective Tanner is van plan achter de meisjes achter te gaan omdat ze niets gelooft van Ali's kidnap verhaal. |                                             |                  |                                      |                               | |
| 107 (5-12) | Taking This One To the Grave                | Ron Lagomarsino  | I. Marlene King                      | 26 augustus 2014              | |
| De Liars verdenken Alison ervan "A" te zijn, en willen weten wat ze de politie verteld heeft. Ze vragen Mona om hulp, die met Lucas de servers van de politie hackt en een filmpje download van Ali die een leugendetectortest neemt. Daaruit blijkt dat Alison, hoewel ze eigenlijk niets onthult, de verdenking van Bethany's moord op Spencer legt. Holbrook denkt dat Spencer Bethany vermoord heeft om haar pillen probleem geheim te houden. Spencer en Mona gaan daarop undercover in Radley om antwoorden te vinden. Ze vinden geluidstapes van Bethany en komen erachter dat haar vader een affaire had met Jessica DiLaurentis. De volgende dag wordt Spencer gearresteerd voor de moord op Bethany Young. Toby krijgt een auto-ongeluk maar breekt alleen zijn been. Mona bekijkt thuis de papieren van Radley en ontdekt dat Alison wist dat haar moeder een affaire had met Bethany's vader, en dat Alison degene was die Bethany naar Rosewood heeft gelokt. Ze belt Aria en vertelt het haar, met de conclusie dat Ali "A" wel moet zijn. De Liars gaan naar haar toe, maar voordat ze arriveren komt een blonde vrouw met een zwarte hoody binnen en vermoordt Mona. Wanneer de meiden aan komen en overal bloed zien bellen ze de politie. Hoewel het lichaam niet te vinden is kunnen ze aan de hoeveelheid bloed zien dat Mona dood is. "A" blijkt het lichaam van Mona in de achterbank van zijn/haar auto te hebben. |                                             |                  |                                      |                               | |
| 108 (5-13) | How the 'A' Stole Christmas                 | I. Marlene King  | I. Marlene King & Kyle Bown          | 9 december 2014               | |
| Spencer is op borgtocht vrij en de vier vriendinnen bereiden zich voor op het kerstbal van Alison, terwijl ze nog rouwen om Mona. Hanna krijgt instructies die Mona geschreven heeft voor haar dood, om op onderzoek te gaan in Alisons huis. Ze hopen bewijs te vinden dat Ali Bethany Young vermoord heeft, niet Spencer, en dit willen ze doen tijdens het "Sneeuw en IJs bal" dat de familie DiLaurentis geeft. Intussen wordt Alison in haar dromen gekweld door de geest van Mona die haar dingen uit Alisons verleden terug laat zien. Op het bal sluipen Hanna en Spencer stiekem weg en gaan op zoek naar aanwijzingen in het DiLaurentis huis. Aria ziet dat Ali iemand zoent met een Kerstman kostuum aan. Ze denkt dat het Holbrook was, en de rest vermoedt dat ook, net als dat Holbrook CeCe het land uit heeft geholpen én geholpen heeft Spencer te beschuldigen van Bethany's moord. Ali ontmoet CeCe, die haar geruststelt dat Mona haar nu niets meer kan doen en dat ze uit moet kijken voor haar "ex-vriendinnen". Hanna vindt een paspoort met Ali's foto en de naam "Holly Varjak" en Spencer vindt krantenknipsels die bewijzen dat Ali met iemand communiceerde via de krant. Toby ziet een zwart figuur met een mes door het DiLaurentis huis sluipen en waarschuwt Spencer, maar Hanna is te verdiept in brieven die ze heeft gevonden van Bethany aan Alison. Hieruit blijkt dat Ali Bethany heeft uitgenodigd om naar Rosewood te komen, het weekend dat Bethany vermoord werd. Dan slaat "A" haar bewusteloos en rent weg. Als laatste zien we de vier vriendinnen met hun dates een gezellig kerstfeest vieren samen. Alison bekijkt het tafereel door het raam en loopt aangeslagen weg. Op de schuur staat in kerstlichtjes gespeld: "Prettig Kerstfeest, bitches. -A" |                                             |                  |                                      |                               | |
| 109 (5-14) | Through a Glass, Darkly                     | Chad Lowe        | Joseph Dougherty & Lijah J. Barasz   | 6 januari 2015                | |
| Drie maanden later is het lichaam van Mona nog steeds niet gevonden, maar er is wel een begrafenis; zelfs Alison is aanwezig. Hanna vraagt hulp aan Mrs. Grunwald om het lichaam van Mona op te sporen. Paige moet Rosewood verlaten en daar heeft Emily het moeilijk mee. Jason vertelt aan de politie dat Alison inderdaad niet thuis was op het moment dat Mona vermoord werd. Ze laten de aanklacht tegen Spencer vallen. Aria wordt aangevallen door A, die haar laptop steelt. Uiteindelijk wordt Alison opgepakt voor de moord op Mona Vanderwaal en Bethany Young. Aan het einde is er vuurwerk te zien, aangestoken door A. De letter A wordt gevormd. |                                             |                  |                                      |                               | |
| 110 (5-15) | Fresh Meat                                  | Zetna Fuentes    | Oliver Goldstick & Maya Goldsmith    | 13 januari 2015               | |
| Toby vindt in een bos bij Mona's huis een mes met bloed eraan, hij laat het liggen omdat het zijn eigen mes is en de vingerafdrukken van elke Liar zitten er waarschijnlijk op. Spencer en Caleb willen het mes vernietigen en willen het verbranden in een grote oven op school. Wanneer Caleb binnen is sluit A hem op maar Spencer redt hem net op tijd. Terwijl Hanna een van de vele scholen bezoekt waar ze toegelaten is, gaat ze langs bij de vader van Holbrook. Holbrook zou daar zijn om voor zijn vader te zorgen, maar is nergens te vinden. Wanneer Hanna vertrekt heeft iemand rottend vlees in haar teddybeer gestoken. Aria wordt afgewezen door elke school en daarom stuurt ze een heel persoonlijke brief naar Jacky, de ex van Ezra, waardoor ze wel geaccepteerd wordt. Emily probeert geld te verdienen om naar Paige te kunnen gaan. Ezra wil haar betalen als ze hapjes maakt voor een bijeenkomst, maar dat verloopt niet zo vlot. Ezra huurt uiteindelijk iemand anders in, Talia. Ashley, de moeder van Hanna gaat naar bed met Jason. Een nieuwe jongen Jonny komt wonen in de schuur van Spencer. |                                             |                  |                                      |                               | |
| 111 (5-16) | Over a Barrel                               | Michael Grossman | Bryan M. Holdman                     | 20 januari 2015               | |
| Ted (de pastoor) is terug en hij vraagt Ashley ten huwelijk; jammer genoeg heeft ze nog geen antwoord gegeven vanwege Jason. De Liars krijgen alle vier een sms'je dat de telefoon van Mona is geactiveerd. Ze vragen Caleb om hulp en hij vindt de coördinaten van haar laptop. Spencer en Caleb zoeken de laptop en komen terecht in een opslagruimte waar allemaal zakken met bebloede kleding liggen, maar ook een vat dat vreselijk stinkt. Ze vermoeden dat Mona's lichaam erin zit, maar ze openen het vat niet. Daarna ontdekt Caleb dat de opslagruimte op naam van Hanna staat. |                                             |                  |                                      |                               | |
| 112 (5-17) | The Bin of Sin                              | Tripp Reed       | Jonell Lennon                        | 27 januari 2015               | |
| Emily vertelt aan Talia dat ze niet op mannen valt maar op vrouwen. Aria is toegelaten in Talmadge en vertelt Ezra over de brief die ze naar Jacky stuurde. Hanna en Caleb willen de opslagruimte leeghalen maar zijn daarvoor te laat. Iemand anders heeft de spullen al verplaatst, alleen het vat staat er nog. Intussen sporen de andere liars de laptop van Mona op. Aria, Spencer en Emily vinden de laptop en de rest van de spullen terug in een oude fabriek. Blijkbaar heeft A het gesprek tussen Caleb en Hanna opgenomen. Terwijl de andere liars in de fabriek zijn worden Aria en Spencer opgesloten in een soort koelruimte, Emily kan ze er net op tijd uit halen voordat ze onderkoeld raken. Terwijl Hanna en Caleb nog in de opslagruimte zijn komen ze Toby en Tanner tegen die een anonieme tip hebben gekregen dat Mona's lichaam daar zou zijn. Tanner vindt druppels bloed op de grond naast het vat. Talia vertelt haar man dat ze verliefd is op Emily. A gaat terug naar de fabriek en vindt de vingerafdrukken van de liars. |                                             |                  |                                      |                               | |
| 113 (5-18) | Oh, What Hard Luck Stories They All Hand Me | Joseph Dougherty | Joseph Dougherty                     | 3 februari 2015               | |
| Veronica overlegt met Ali's advocaten om uit te vinden wie voor haar zou moeten getuigen. Wanneer Spencer door haar moeders tas kijkt ziet ze dat Mike Ali heeft bezocht in de gevangenis. De Liars ontmoeten Lesli, een vriendin van Mona die naar Rosewood komt om hen te ontmoeten. Wanneer Mike hen tegenkomt en ziet dat Lesli een boek van Mona vasthoudt, wordt hij woedend. Wanneer Hanna het terugbrengt naar Mona's kamer, vindt ze een bandje verstopt in de kaft. Ze luistert met Caleb naar het bandje, en ze horen een sessie op Radley van Bethany Young die zich uitlaat over een vijand. Intussen is Holbrook terug in Rosewood en wordt geschorst van de politie omdat hij met Ali's leugendetectortest zou hebben geknoeid. Aria volgt Mike wanneer hij 's nachts naar een pier in het bos rijdt en een zakje gummiberen achterlaat. Hij wil niet uitleggen aan haar waarom. Ali's bloed is een match met het gevonden bloed naast de ton, en wanneer "A" ziet dat het bandje weg is uit het boek wordt hij/zij woest. |                                             |                  |                                      |                               | |
| 114 (5-19) | Out, Damned Spot                            | Nzingha Stewart  | Lijah J. Barasz                      | 10 februari 2015              | |
| Op school geven alle leerlingen bloed, dat wordt opgeslagen in buisjes. Mike gedraagt zich zo verdacht dat de Liars denken dat hij A is, maar Aria weigert dat te geloven, wel denkt ze dat hij Alison helpt. Emily komt erachter dat Talia getrouwd is en Ezra en Aria hebben moeite elkaar te vertrouwen. Hanna wordt diep gekwetst door haar vader die wel voor Kates studie wil betalen, maar niet voor die van haar. Ted vraagt Ashley ten huwelijk maar zij vertelt hem over haar affaire met Jason. Intussen haalt Johnny, de jongen die in de Hastings' schuur woont, Spencer over om hem te helpen met een muurschildering op Hollis Colleges muur. Aria krijgt bijles van Andrew, die erg in haar geïnteresseerd lijkt. De Aria, Emily en Spencer volgen Mike nog een keer, en komen erachter dat hij een pakketje met hun gestolen bloedbuisjes geeft aan Cyrus. Aan het einde giet "A" het buisje met Hanna's bloed over Mona's kleding uit. |                                             |                  |                                      |                               | |
| 115 (5-20) | Pretty Isn't the Point                      | Melanie Mayron   | Oliver Goldstick & Francesca Rollins | 17 februari 2015              | |
| 116 (5-21) | Bloody Hell                                 |                  | Maya Goldsmith                       | 24 februari 2015              | |
| 117 (5-22) | To Plea or Not to Plea                      |                  | Jonell Lennon                        | 3 maart 2015                  | |
| 118 (5-23) | The Melody Lingers On                       | Roger Kumble     | Joseph Dougherty                     | 10 maart 2015                 | |
| 119 (5-24) | I'm a Good Girl, I Am                       | Oliver Goldstick | Oliver Goldstick & Maya Goldsmith    | 17 maart 2015                 | |
| 120 (5-25) | Welcome to the Dollhouse                    | Ron Lagomarsino  | I. Marlene King                      | 24 maart 2015                 | De pretty little liars zijn onderweg op weg naar de gevangenis ontvoerd, ze zijn afgezet in het Dollhouse ... Elke liar zit in een andere kamer, die lijkt op hun eigen slaapkamer! Er is geen andere uitweg dan de gangen volgen, ook Mona is hier, ze leeft dus nog! Mrs. en mvr. Hastings spreken met Alison af in de gevangenis, Alison vertelt over al het 'A' gebeuren ... Ook zoeken Caleb, Ezra en Toby de Liars en proberen ze het busje waarmee de liars ontvoerd zijn op te sporen, hierdoor komt Caleb in de problemen. De liars zitten nog steeds opgesloten in het Dollhouse. |